# 香櫨園
香櫨園（こうろえん）は、兵庫県西宮市の地名である。香枦園（読みは同一）とも書く。
西宮七園の一つに数えられる高級住宅街である。

## 概要

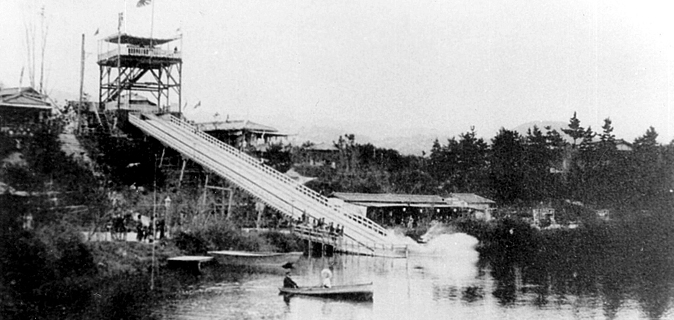
かつて存在した『香櫨園遊園地ウォーターシュート』

名称は1907年（明治40年）に大阪船場の砂糖商・香野蔵治と櫨山喜一が夙川西岸の羽衣町、霞町、松園町、相生町、雲井町、殿山町周辺地域（阪急神戸本線夙川駅北西部）に両者の名前を1文字ずつ取り名付けて開設した香櫨園遊園地に由来する。当時関西最大だったこの遊園地は、開園後2年で外国人経営の土地会社サミエル商会の手に渡り、1913年（大正2年）に廃園。一部の施設は河口へ移った。
1920年（大正9年）の阪神急行電鉄開通前後に「浜香櫨園住宅地（37,000坪）」「夙川香櫨園住宅地（1918年、150,000坪）」が建設され高級住宅地となった。阪神電気鉄道が遊園地経営に関与していたために、阪神香枦園駅（現・香櫨園駅）は移転後の遊園地の付近にある。そのため、阪急電鉄は住宅分譲に「香櫨園」の名を使うことはできなかったため、阪急沿線では住宅地名に「夙川」と名付けている。
1937年（昭和12年）5月、西宮都市計画区域（西宮市、芦屋市区域）の六甲山系、武庫川、夙川、芦屋川、香櫨園浜、芦屋浜で風致地区が指定され、香櫨園を含む夙川沿いの地域では、緑豊かな都市環境が維持され、六甲山系、夙川、芦屋川、海浜を結ぶ公園緑地系統（パークシステム）、緑のネットワークが都市計画として位置付けられた。
夙川河川敷緑地（夙川公園）、片鉾池などの公園緑地をはじめ、海岸はかつて香櫨園海水浴場として親しまれた御前浜公園（香櫨園浜）。東には西宮砲台（国の史跡）、西宮マリーナが立地する。他には、夙川公⺠館（松下記念ホール）、西宮市教育文化センター、西宮市立中央図書館、西宮市大谷記念美術館、辰馬考古資料館、菊池貝類館などの公共施設、博物館、美術館が立地している。

## 阪神間モダニズム期に建てられた主な施設
（参照：）
[[File:香櫨園ヴォーリズ住宅作品.png|thumb|ナショナルシティ銀行大阪⽀店⻑・副⽀店⻑・経理課住宅
（1970年 殿山町）]]

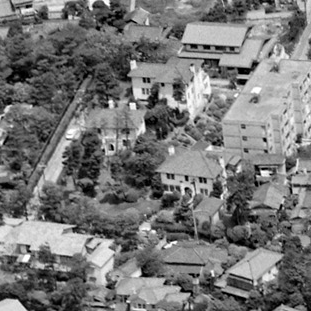
ナショナルシティ銀行大阪⽀店⻑・副⽀店⻑・経理課住宅small|
（1970年 殿山町）

- 香櫨園遊園地（遊園地、庭園、ホテル、奏楽堂） － 1907年（明治40年）
- 香櫨園浜海水浴場 － 1907年（明治40年）
- 宣教師館（雲井町） － 設計：ウィリアム・メレル・ヴォーリズ、1922年（大正11年）
- グリンネル邸（雲井町） － 設計：W.M.ヴォーリズ、1924年（大正13年）
- 宮崎弥七郎邸 － 設計：笹川慎一、1926年（大正15年）
- 旧ナショナルシティバンク社宅群（殿山町・雲井町） － 設計：W.M.ヴォーリズ、1929年（昭和4年）
  - 大阪支店長住宅
  - 大阪副支店長住宅
  - 経理課住宅
  - 単身者住宅
- 阿部市太郎邸 － 設計：W.M.ヴォーリズ、1929年（昭和4年）
- 安井武雄邸（雲井町） － 設計：安井武雄、1931年（昭和6年）
- ホテル・パインクレスト[注釈 5]（殿山町） － 1931年（昭和6年）
- カトリック夙川教会（霞町） － 1932年（昭和7年）
- 前田邸（殿山町） － 設計：池田総一郎、1933年（昭和8年）
- 泉勤一邸 － 設計：大林組住宅部、1934年（昭和9年）
- 旧梅花女学院教員社宅（雲井町）
- 旧日本ゼネラル・モータース社宅（殿山町）
- 旧日本ウェスティングハウス・エレクトリック社宅
- 根津家別荘（相生町）
- 甲南荘（相生町）

## 地域

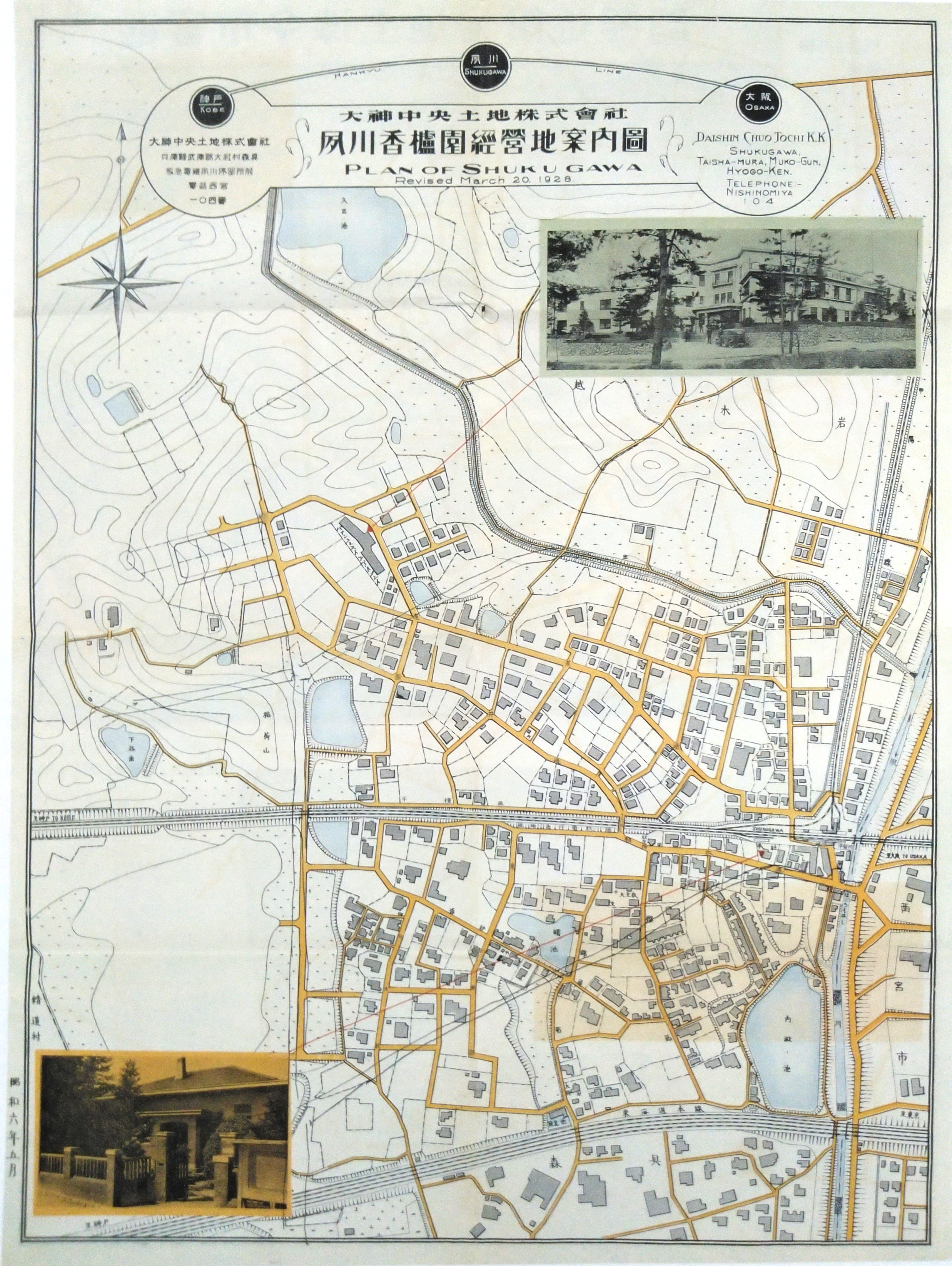
夙川香櫨園経営地案内図

（※以下の地域区分は推定）
参照：

### 旧夙川香櫨園経営地
（夙川地区）
備考：
殿山町
町名は高貴な身分やその屋敷を「殿」と呼び、その殿が多い小高い地（山）であることから名付けられた。
雲井町
町名は羽衣を着た天女が舞いながら上る雲井から名付けられた。
相生町
町名はこの地は松が自生した荒地だったので、相生（ホテル「パインクレスト」も「松峯」の意）の名が選ばれ名付けられた。町内に阪急夙川駅がある。夙川沿いに「こほろぎ橋」が架かる。
松園町
町名は相生町と同様の理由から松園の名が選ばれ名付けられた。
霞町
町名は雲井の縁語である霞から名付けられた。町内にカトリック夙川教会がある。
羽衣町
町名は松の枝に掛けられる天女の羽衣から名付けられた。町内に阪急夙川駅、夙川公民館、片鉾池がある。夙川沿いに「羽衣橋」および「羽衣橋北歩道橋」「片鉾橋」「守具川橋梁」が架かる。

### 旧森具区
郷免町
1938年（昭和13年）字郷免・東郷免のほか、下ノ池・山ノ下・宮ノ上・蓮（レン）堀・屋敷の各一部が合併し設立。芦屋郷の直轄地で租税（免）を郷の諸経費に充てたため「郷免」の名がついたとされる。阪神国道（現・国道2号）や阪急神戸線の開通により宅地化され国道沿いは商業地化された。町内に森具の宮須佐之男神社、阿弥陀寺がある。
弓場町
町名は神事の場「弓場」から。1938年（昭和13年）に新町名として宇前田を中心に郷免・堀切・屋敷の各一部が合併し新町が出来たことによりこの町名となった。町内に香枦園会館がある。
屋敷町
屋敷は集落を意味し旧森具（守具）村の中心で家屋が集まっていた所が元の字屋敷で1938年（昭和13年）に屋敷町となった。
御茶家所町
1938年（昭和13年）設立。もとは西宮市森具の一部。廣田神社と戎神社の神輿が遠く神戸和田岬まで渡御する祭礼が平安時代末から始まり戦国時代末まで続いた。両社、西国街道と中国街道が合流したこの地で合わさり、供奉の供ぞろえをしたという。ここで行装を整えつつ茶の一服でもしたのか、町名の由来ともなった御茶家所と称する小社があったという。この神輿が和田岬に向かった途路には「茶屋」の地名が点々と残されている。1964年（昭和39年）大手前文化学院が新築され1966年（昭和41年）大手前女子大学が開校。夙川沿いに「夙川橋」が架かる。
松下町
1938年（昭和13年）設立。森具集落の東部は字松ノ下と呼ばれていた。これは夙川堤防が未整備で（夙川堤防が都市公園として本格的に整備されたのは1932年（昭和7年）以降）川堤は松林が広がり、その土手下に位置したための呼び名である。香櫨園遊園地廃園後、住宅地として発展した。町内に阪神香櫨園駅、辰馬考古資料館がある。夙川沿いに「夙川橋」が架かる。

### 旧西宮町
宮西町
戎神社の北西に位置した字宮西・古宿・市庭・川東の各一部が1926年（大正15年）に合併し設立。阪神電車の開通後住宅地化され町内を南北に通る幹線市道の両側は商業地となっている。町内に阪神香櫨園駅がある。夙川沿いに「夙川橋」が架かる。
市庭町
1875年（明治8年）字市庭となるが、字名と旧町名が併用された。1889年（明治22年）西宮町、1925年（大正14年）からは西宮市の町名となる。1926年（大正15年）・1927年（昭和2年）西宮市大字なしの地域の一部を編入。「市」の語源は「斎く（神に仕える）」で市とは神聖な所を意味する。他の説では「市」は交通要地を指す「五十路」や「集路」を語源とするという。「摂津名所図会」では「イチバ」と読まれている。イチバは市場の文字に統一が進み、一方で近世以降、西宮の市の中心が本町方面に移ったため市庭は（市の中心だったことも忘れられ）「イチニワ」とよばれるようになった。夙川沿いに「夙川橋」が架かる。

### 旧浜香櫨園住宅地および旧葭原・川添住宅地
備考：
川西町
町名は「夙川の西の町」を意味し、1926年（大正15年）に大社村森具の一部（字御茶家所・松ノ下・当田・前田）と西宮町（当時、西宮は町制を敷いていた）の一部（字風前・黒敷・中浜・堀切川・溝尻）が合併し設立。町内に香櫨園市民センターがある。夙川沿いに「夙川橋」「川添橋」「新翠橋」「翠橋」が架かる。指揮者の朝比奈隆は当町に居を構えていた。
川東町
夙川の東にあり旧字名の川東を継いで1930年（昭和5年）に川東町となった。香櫨園駅開設と共に閑静な住宅地になったが、1963年（昭和38年）の国道43号線、続いて1970年（昭和45年）の阪神高速道路の開通により、町域北部の住宅環境は大きく変化した。建石筋に面する町域東部もまた商業地域となっている。夙川沿いに「夙川橋」「川添橋」が架かる。
川添町
西浜新家の一部だったが夙川に沿うところから1930年（昭和5年）に「川添町」と改称。香櫨園駅開設により住宅地化が進んだ。1985年（昭和60年）に西宮市教育文化センター（中央図書館・郷土資料館・市民ギャラリー）が開設され、町域は夙川流域に散在する美術館・博物館をつなぐ夙川文化ゾーンの一角を担っている。夙川沿いに「新翠橋」「翠橋」「葭原橋」「浜夙川橋」が架かる。
中浜町
字宿前・黒敷・中浜・堀切川・溝尻が合併し1926年（大正15年）に設立。町名に採られた字中浜は付近が海浜だったことに因むという。町内に西宮市大谷記念美術館、西宮市立香櫨園小学校がある。
堀切町
1926年（大正15年）に旧森具から西宮に編入された字堀切川・古新田を中心に、西宮に属した夙前の一部が合併し成立した町名である。堀切川は文字通り地を掘って切り通した川、つまり人工的な用水路を意味する普通名詞である。
上葭原町
中葭原町
下葭原町
上葭原町・中葭原町・下葭原町はいずれも1926年（大正15年）に設立した。町名は付近の大部分が葭原と呼ばれていたことに因む。その葭原の名の由来は、隣の芦屋市が平安時代の葦屋の名に因むように、このあたり一面が葦原であったからという。「葦」が「悪し」と同じ発音であるのを嫌い、逆に「よし」と呼んだ。江戸の葦原に造った遊里を「吉原」と呼んだのと同じ発想である。この葦が繁った湿地も夙川などの運ぶ土砂で近世には田畑になっていたらしく、1883年（明治16年）刊行の「西宮町誌」にも（当時葭原以南は西宮所属だった）「田圃タリ」とある。その後、1920年（大正9年）から耕地整理の名で行われた都市計画で住宅地化が次第に進んだのは川西町・中浜町・堀切町と同様である。1940年（昭和15年）、13代辰馬吉左衛門が甲陽高等商業学校を設立し、1941年（昭和16年）辰馬家が中葭原町一帯に所有する4万余坪のうちから8千余坪を割いて敷地とし校舎を建てた。同校は1944年（昭和19年）に甲陽工業専門学校となり、1948年（昭和23年）廃校となった。旧校舎はその後、甲陽学院中学校の校舎としてある。夙川沿いに「葭原橋」「浜夙川橋」が架かる。
大浜町
1926年（大正15年）設立。1955年（昭和30年）代頃までは文字通り白砂青松の海岸に回生病院とスカル（一人漕ぎ軽漕艇）やボートを貸す家があったのみである。大浜の「大」は「大きい」と共に「立派な」の意味をもつ美称である。町内に回生病院がある。夙川沿いに「浜夙川橋」が架かる。

### その他近隣地域
結善町
もとは大社村越水・西宮市大字なしの地域の各一部。旧字ケチゼンに由来し町名は住宅地にふさわしい嘉字を充てた。大正9年に阪急神戸線が開通したのに伴い夙川駅周辺の区画整理が行われ、事業完了の1930年（昭和5年）ケチゼンの他、大井出・南郷・満池谷・越水字中山の各一部が結善町となった。また、夙川堤防改修と動力精米の普及で長閉かな水車場風景に代わり、閑静な住宅地が誕生した。1955年（昭和30年）夙北市場を開設。町内に1938年（昭和13年）竣工の旧山本家住宅がある。
大井手町
1930年（昭和5年）設立。1920年（大正9年）阪神急行電鉄神戸線が開通し市街地化が始まる。町名は夙川の伏流水が湧く井手による。夙川沿いに「こほろぎ橋」「大井手橋」が架かる。
寿町
1926年（大正15年）設立。もとは西宮市大字なしの地域の一部。町名は1924年（大正13年）の区画整理前、路傍に地蔵や五輪塔が多くあったため仏教の「無量寿」から「寿」を採って名付けられた。夙川沿いに「羽衣橋」および「羽衣橋北歩道橋」が架かる。
千歳町
1926年（大正15年）設立。町名は町域の西の夙川堤に寿命の長さをめでられる松林があるうえ、北側に寿町が立地するのに合わせて名づけられた。1934年（昭和9年）芸術家や学生のサロンであった喫茶店『ルージュ・ラ・パボーニ』が開店した。夙川沿いに「片鉾橋」が架かる。
安井町
1926年（大正15年）設立。町名は旧字名による。近くに「大井手」の地名もあることから夙川の伏流水の湧く地でもあったので「井」がついたと推定される。1926年（大正15年）西宮第三尋常小学校が設立。
神楽町
1927年（昭和2年）設立。1875年（明治8年）の地租改正の時、制定された字名の一つに神楽田があり町名のもとになった。1933年（昭和8年）の川堤改修整備まで付近一帯は田んぼが広がり、夙川の両側も葭が茂っていた。神楽田には立木5、6本で囲まれた夙川伏流水の湧く井戸があり、1935年（昭和10年）頃まではその水が西宮神社にひかれていた。1926年（昭和元年）には町内を貫いて国道2号線が開通したが、国道北側に5、6軒、南に10余軒の人家しかなく、広い国道は若い衆が自慢の自転車をのりまわす場で、夙川橋の所には牛馬用水呑場が設けられていた。1936年（昭和11年）の西宮市鳥観図によると西宮ダンスホールがあった。町内にさくら夙川駅がある。夙川沿いに「夙川橋」が架かる。
荒戎町
1930年（昭和5年）設立。町名は1872年（明治5年）頃まで置かれていた沖之荒恵美須神社にちなむ。
建石町
1930年（昭和5年）設立。辰馬本家酒造により1874年（明治7年）から大正期にかけて15の新田蔵が建設され、周囲に社宅が建ち、ついで内外綿株式会社紡績工場の社宅も建ち並んだ。こうした浜手の人口増加に対応して、1930年（昭和5年）に西宮第四尋常小学校が開校し直後に建石小学校と改称された。

#### 旧越木岩新田
松ヶ丘町
1938年（昭和13年）に始まり1944年（昭和19年）に完成した久出ヶ谷土地区画整理事業に伴い1943年（昭和18年）に設立した新町の一つで字樋之池から分立。東半の丘に松が自生しており町名の由来となった。
久出ヶ谷町
1938年（昭和13年）設立の久出ヶ谷土地区画整理事業地（事業完成は1944年（昭和19年））の一角に旧字久出ヶ谷の他、菊ヶ谷・福井谷・樋之池南側の各一部が併さって1943年（昭和18年）に設立。久出川沿いに田畑が広がり初夏にはいちご狩りの人々で賑わったという。町内の西宮市立夙川小学校は1924年（大正13年）阪急甲陽線が開通し翌年に苦楽園口駅が設けられるに及び周辺が住宅地として発展したのに対応して1936年（昭和11年）に開校した。
松生町
南越木岩町の南、旧西宮市越木岩字久出ヶ谷・樋之池・樋之池南側の森具の一部が1943年（昭和18年）に合併して設立した町で、町名としては付近に多く松が自生していたことに因んだ。松蔭続く夙川公園や屋敷の見越し松にその名残を窺わせる。

#### 旧香櫨園鉱泉周辺
高塚町
1943年（昭和18年）設立。町名は百基以上あったという八十塚古墳群の東高塚、中高塚、西高塚に因む。新田開発や宅地開発でその大部分が失われ、稲荷山と通称された丘陵の頂部に東高塚1基が残る。大正期の地図には高塚山の辺りに香櫨園鉱泉の名がみられる。住宅地として発展したのは1955年（昭和30年）代以降で、マンションなども増え、1985年（昭和60年）代に入ると町内総戸数も二百戸を超えた。
大谷町
旧字大谷。昭和初期まで木造の旧国鉄官舎群が建ち並んでいたが、1965年（昭和40年）代には鉄筋コンクリート中層住宅に建て替えられた。また一般住宅も増加し市内有数の人口密度の町となった。町内にマンボウトンネル（大谷道）がある。
深谷町
旧字深谷。1943年（昭和18年）に深谷町となったが1965年（昭和40年）に町域の一部を芦屋市へ分離し代わりに岩園町の一部を編入した。
木津山町
1943年（昭和18年）設立。町域の北部は1937年（昭和12年）設立。1944年（昭和19年）完成の久出谷土地区画整理事業で住宅地化された。町内の神戸海星女学院マリア幼稚園は、1954年（昭和29年）夙川カトリック教会内に設立された後、1955年（昭和30年）現在地へ移転した。同園の敷地は大神土地株式会社社長旧宅である。

#### 御前浜周辺
前浜町
1930年（昭和5年）設立。旧西宮町の西海岸に位置し、1930年（昭和5年）の町域・町名の大改正まで文字どおり地名も字西浜であった。また、浜の名が示すように、もとは夙川の堆積や海流でできた砂地だったが、長年の農民の努力で田畑になっていた。町名改正に際しこの地域が前浜と改称されたのは、単に「すぐ前が浜」だからではなく西宮の歴史的地名「御前浜」に因んで名付けられた。大正期、泉町の内外綿株式会社工場に隣接する地域が住宅地となっていたほかは畑地であった。1929年（昭和4年）辰馬本家酒造会社により『白鹿館』が建設された。西部は住宅地としてある。夙川沿いに「浜夙川橋」が架かる。
泉町
1930年（昭和5年）設立。1895年（明治28年）日本紡織が設立され大正期に躍進。従業員住宅などで市街地化した。
西波止町
1930年（昭和5年）設立。1908年（明治41年）香櫨園海水浴場開設により御前ノ浜が海水浴場の一部となる。浜辺はイワシの地引き網漁が盛んであったほか、西宮砲台の外郭が残る。

## 施設・名所・旧跡等
- 雲井橋通り
- 山手幹線
- 阪神国道（国道2号）
- 鳴尾御影線
- 国道43号
- 阪神高速3号神戸線
- 酒蔵通り（甲子園葭原線）
- 臨港線
- 阪急夙川駅
- 阪神香櫨園駅
- 大手前大学さくら夙川キャンパス
  - 大手前アートセンター
- 甲陽学院中学校・高等学校
  - 旧甲陽高等商業学校校舎
- 西宮回生病院
- 森具の宮須佐之男神社
- 阿弥陀寺
- カトリック夙川教会
- 西宮聖ペトロ教会
- 日本福音ルーテル西宮教会
- 日本基督教団香櫨園教会
- 西宮市教育文化センター
  - 西宮市立郷土資料館
  - 西宮市平和資料館
  - 西宮市立市民ギャラリー
  - 西宮市立中央図書館
- 夙川公民館
- 香櫨園市民センター
- 香枦園会館
- 辰馬考古資料館
- 西宮市大谷記念美術館
- 夙川河川敷緑地
  - 夙川オアシスロード
  - 大井手橋
  - こほろぎ橋
  - 羽衣橋北歩道橋（通称「香櫨橋」）
  - 羽衣橋
  - 片鉾橋（通称「虹の橋」）
  - 夙川橋（国道2号線）
  - ⾹櫨園⼈道橋
  - 夙川橋
  - 夙川橋（国道43号線）
  - 川添橋（竣工当初は「御添橋」）
  - 新翠橋
  - 翠橋
  - 葭原橋
  - 浜夙川橋
- 森具公園
- 御前浜公園
  - 香櫨園浜
- 王子が丘古墳
- 慈悲塔
- 日切地蔵
- 夙川不動明王
- 菊池常三郎之碑

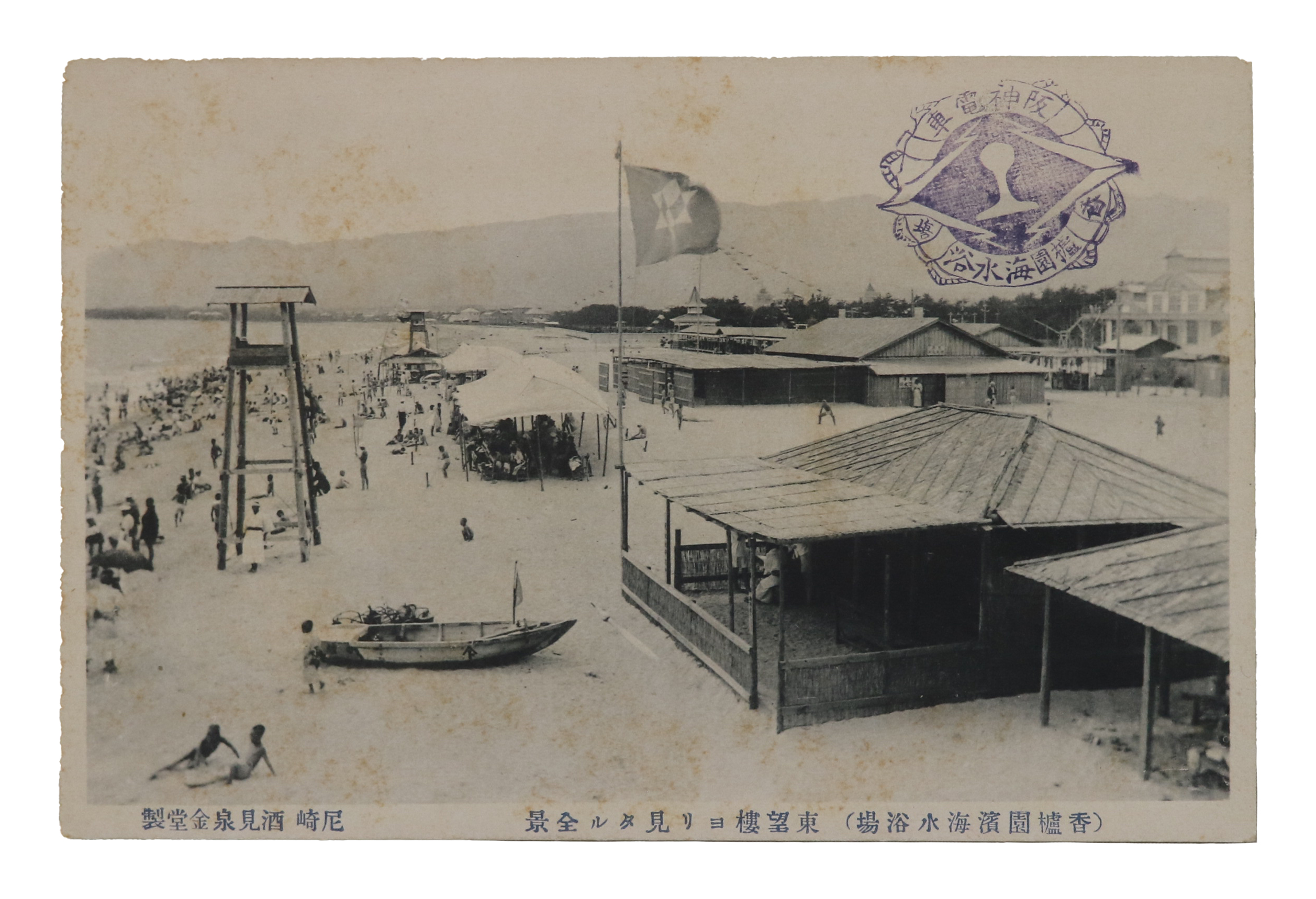
香櫨園浜海水浴場の絵葉書 （「（香櫨園浜海水浴場）東望楼ヨリ見タル全景」）
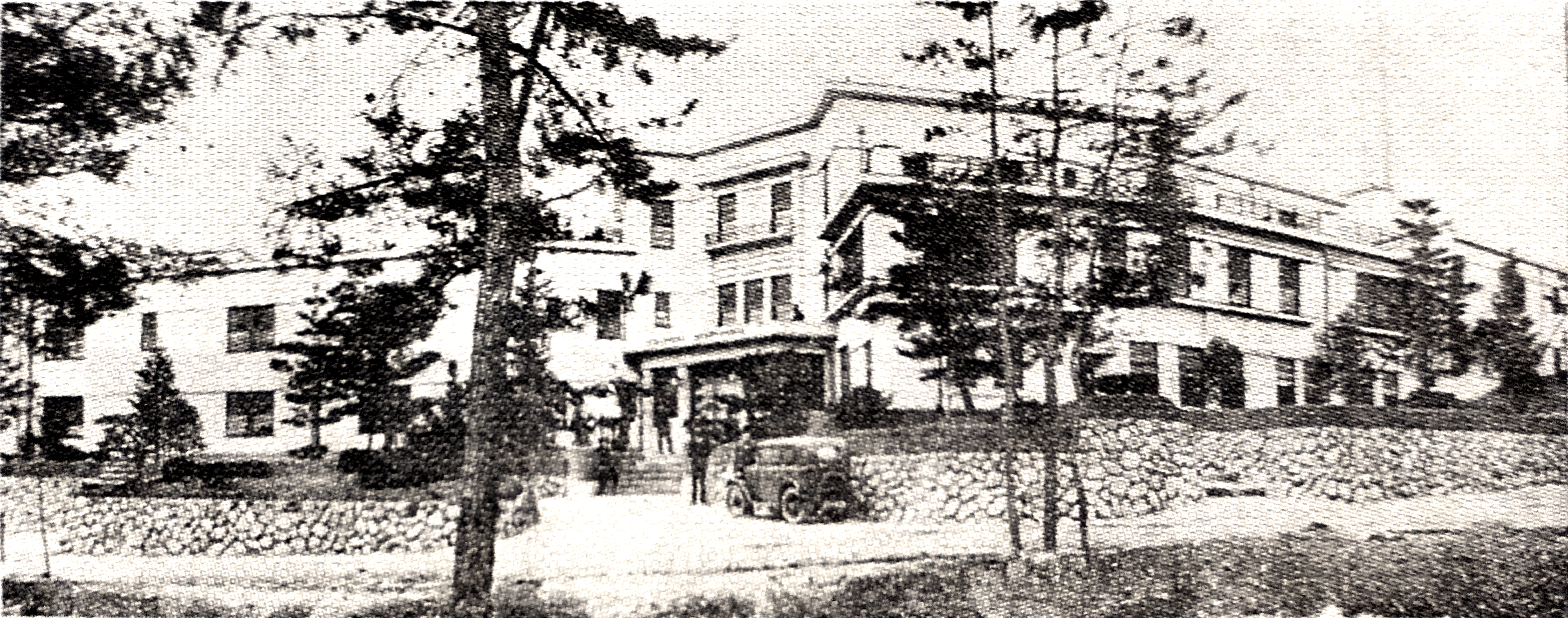
旧ホテル・パインクレストの石垣
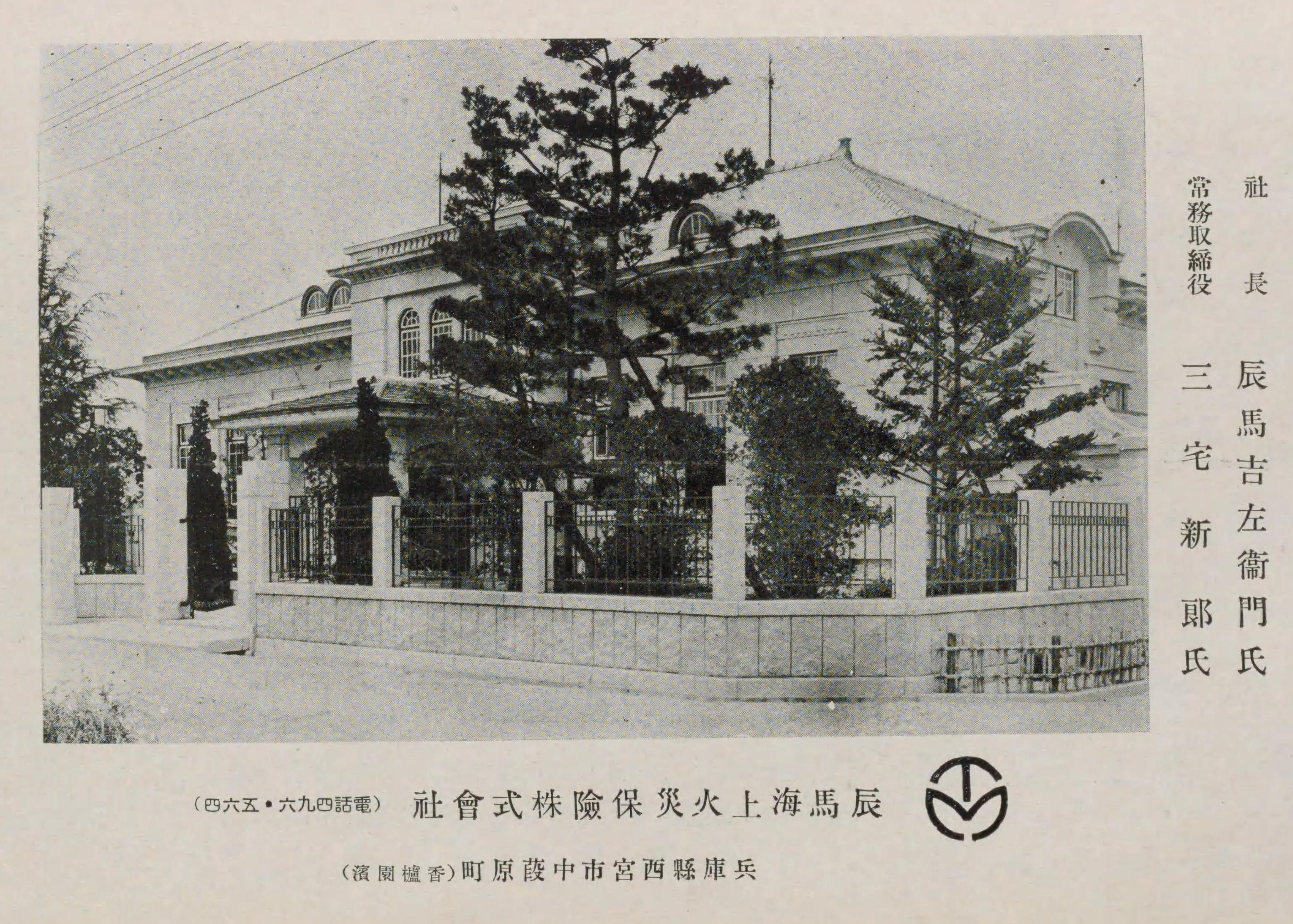
辰馬海上火災保険株式会社 （中葭原町）

## ギャラリー

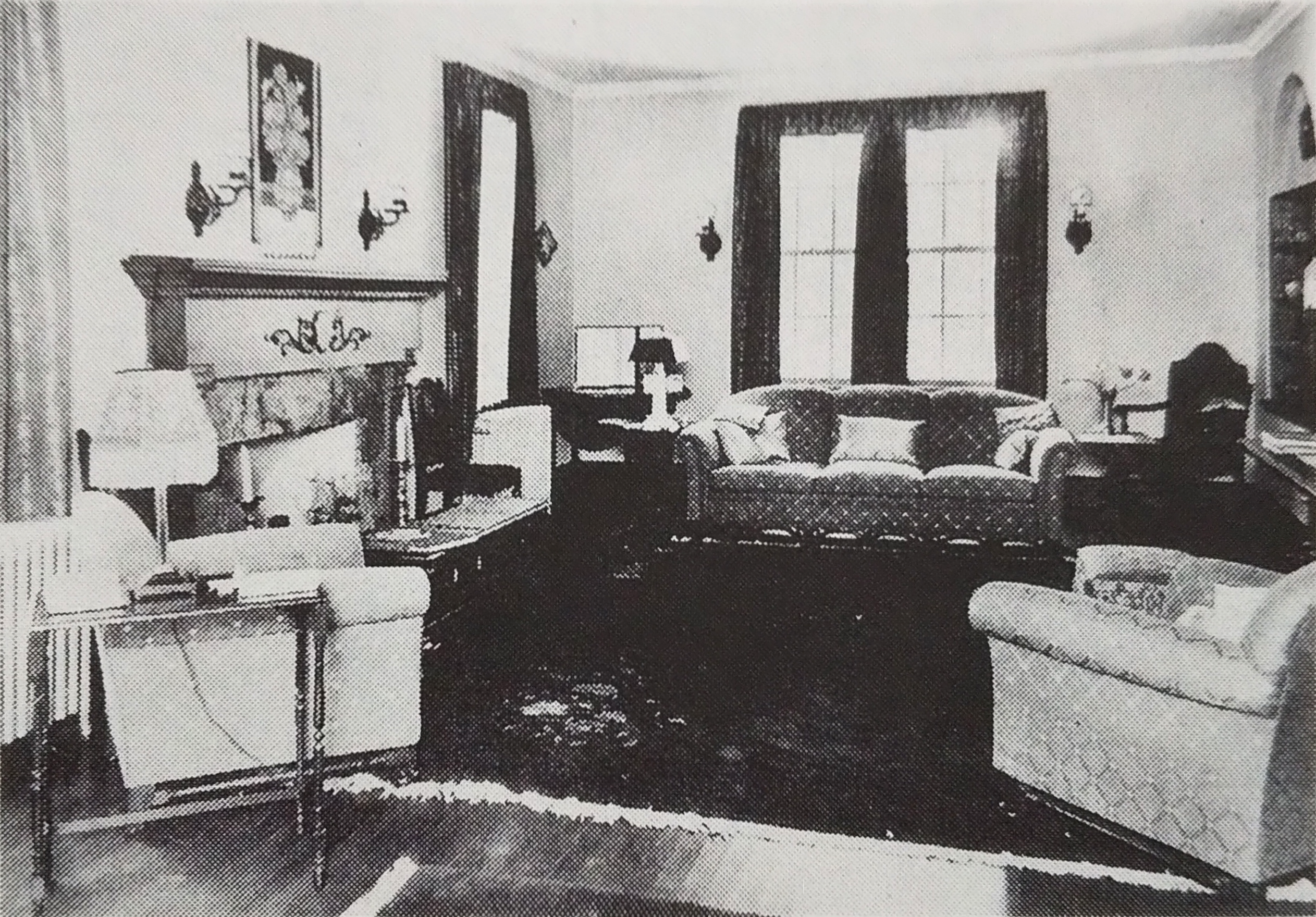
大阪支店長住宅居間
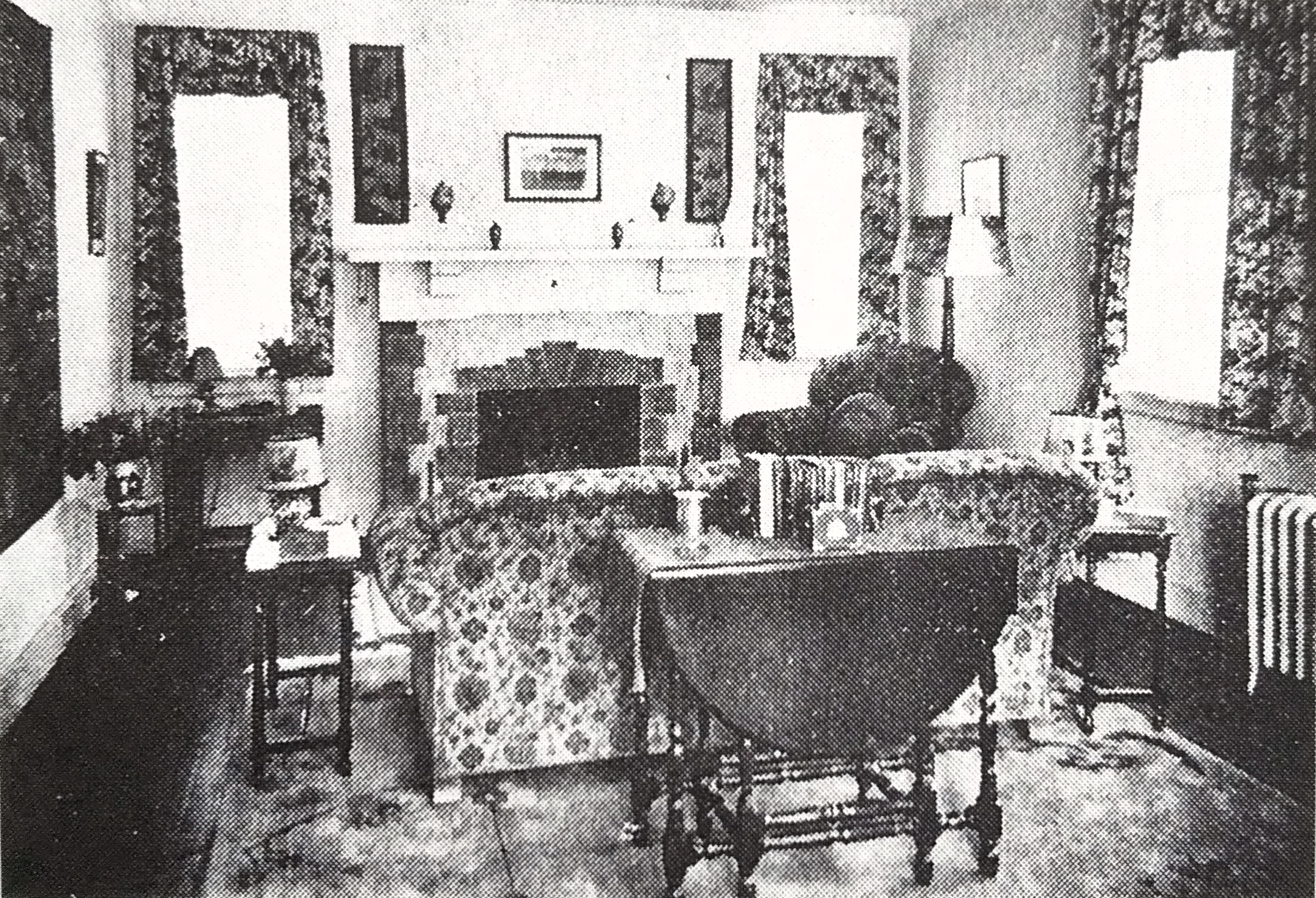
大阪経理課住宅居間
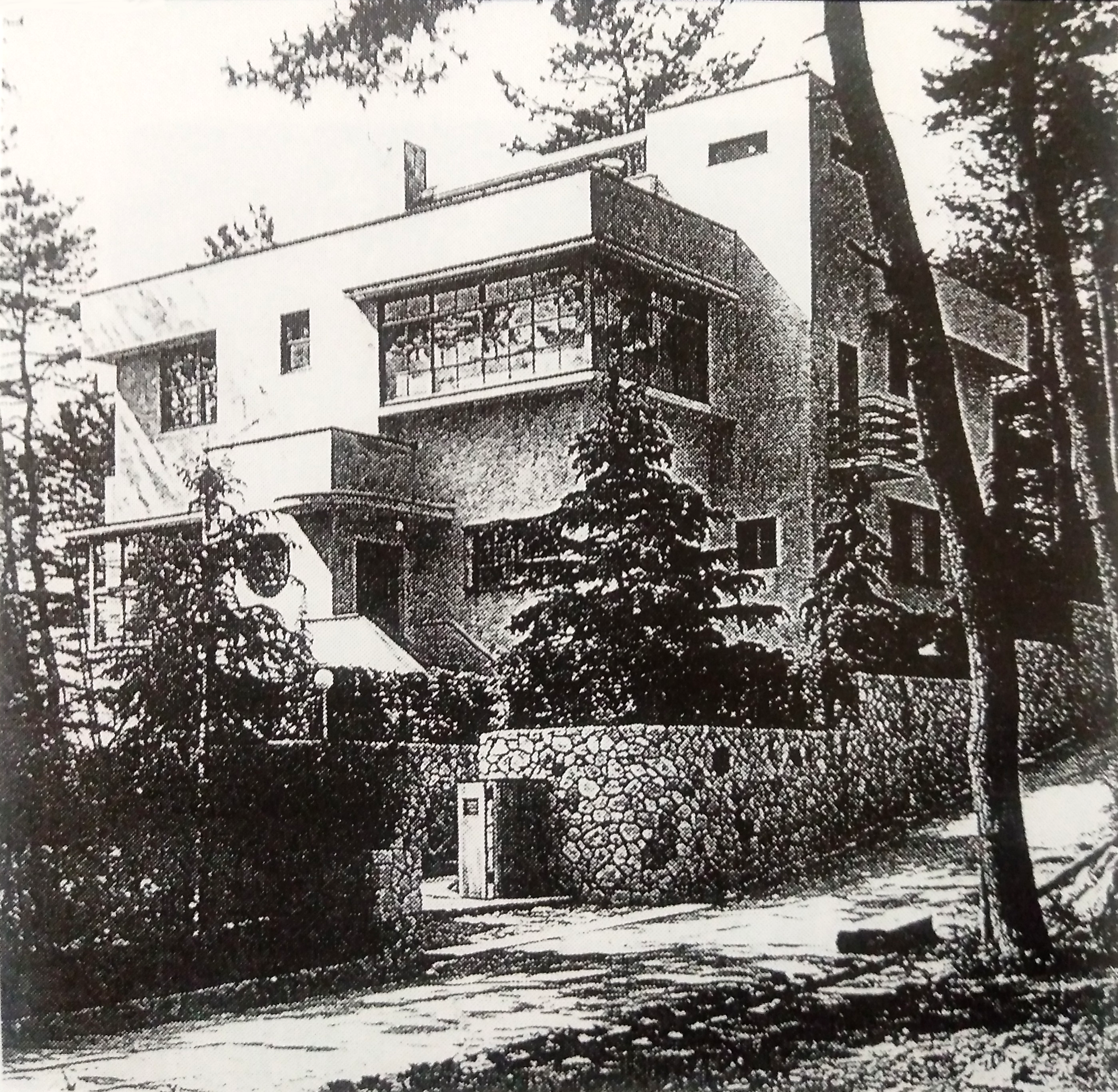
安井武雄邸
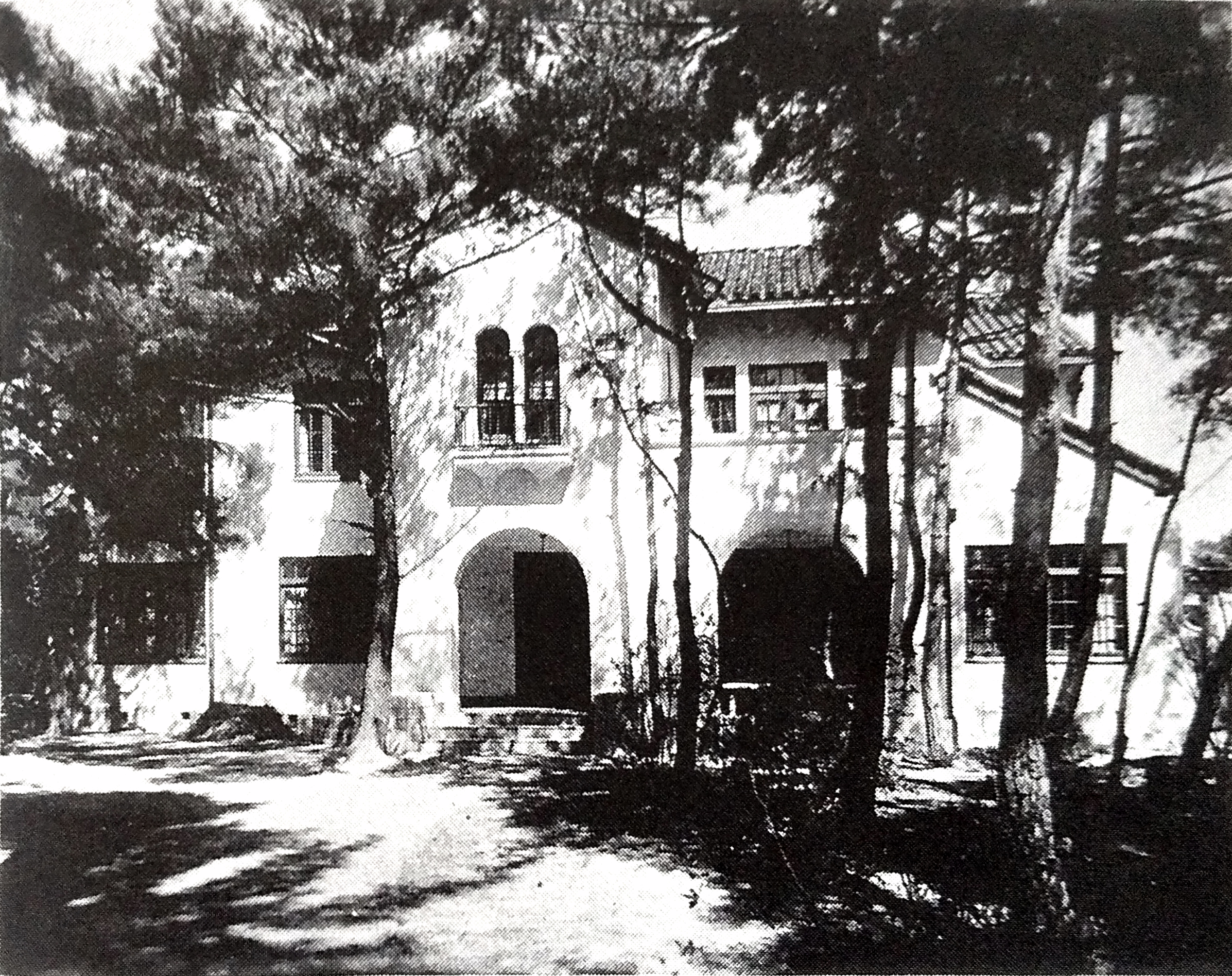
阿部市太郎邸
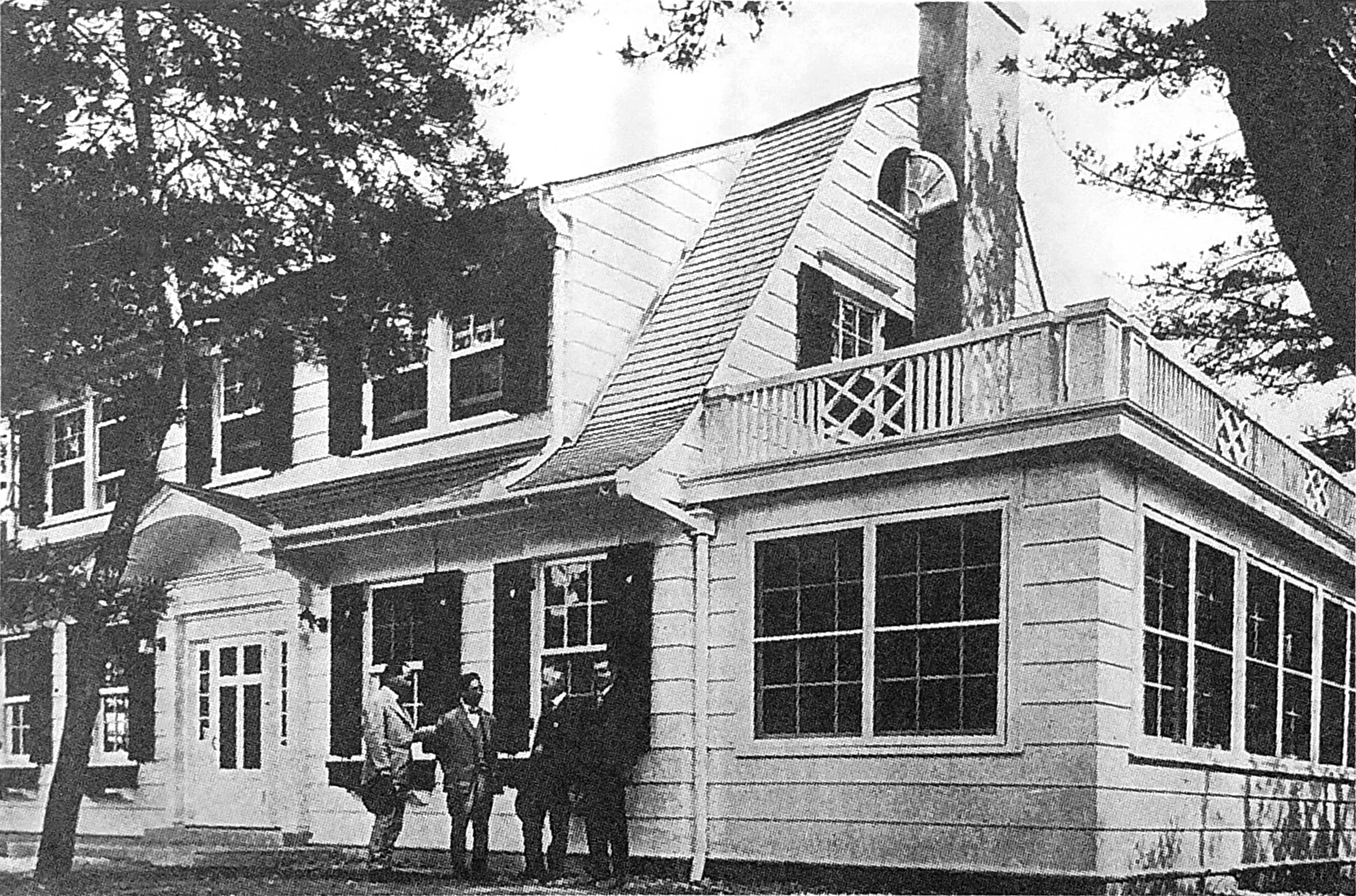
グリンネル邸

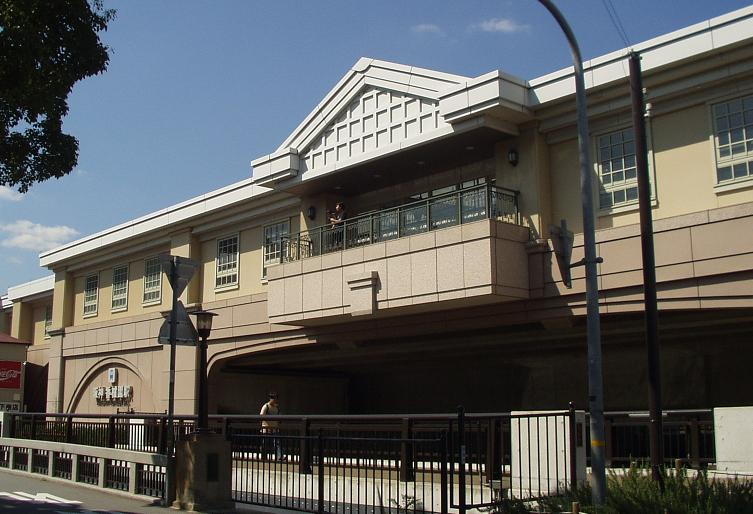
阪神香櫨園駅
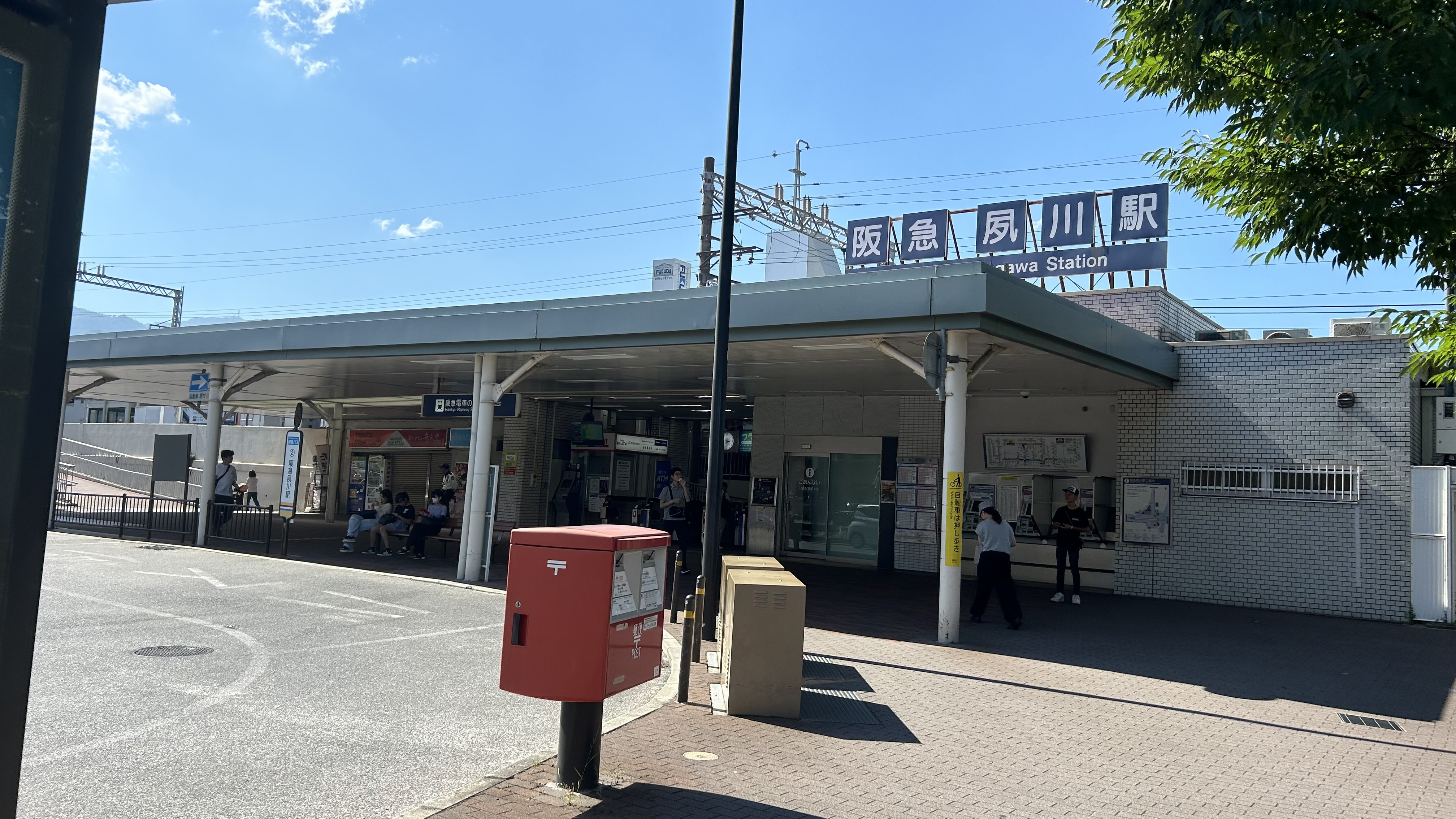
阪急夙川駅

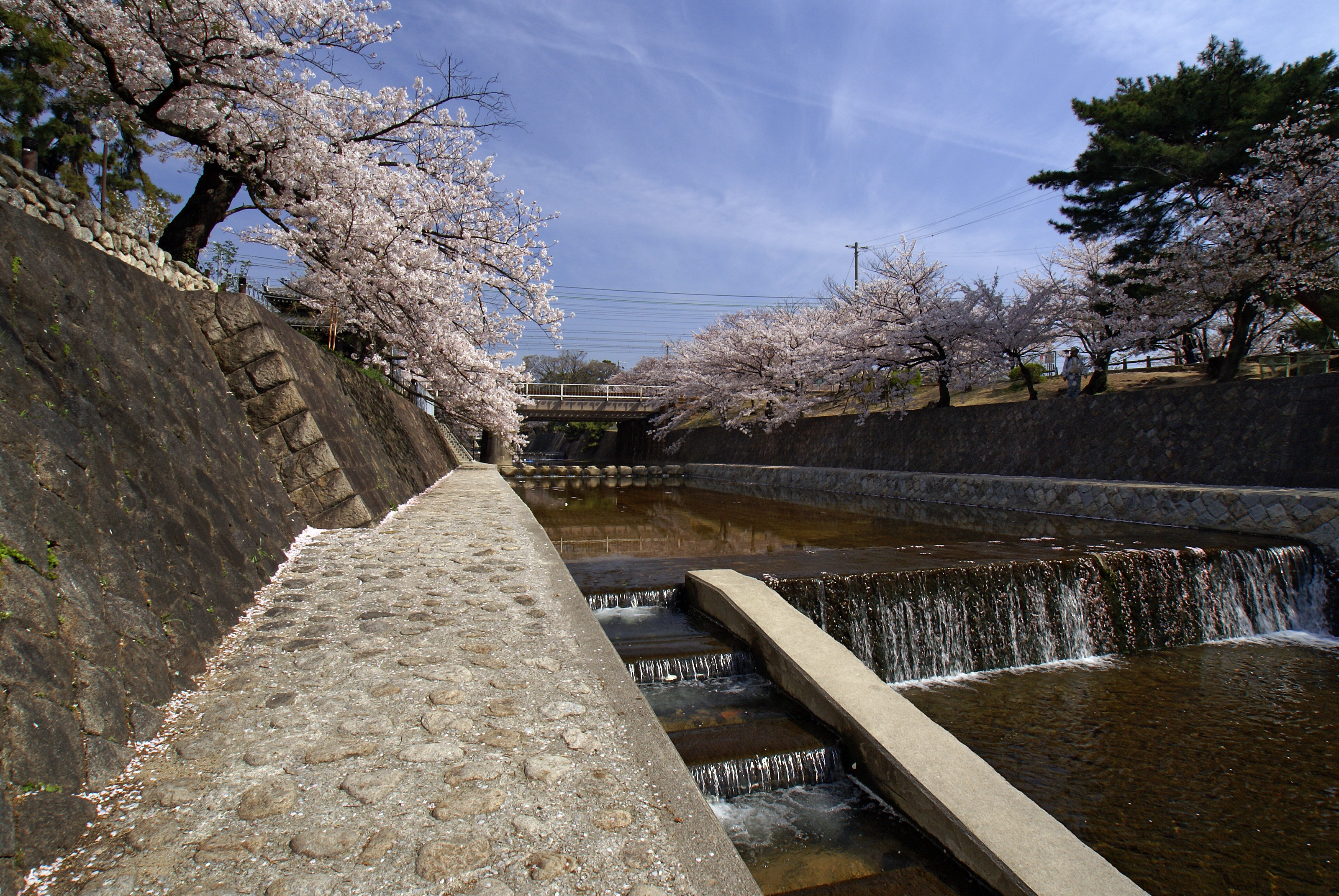
夙川公園の桜
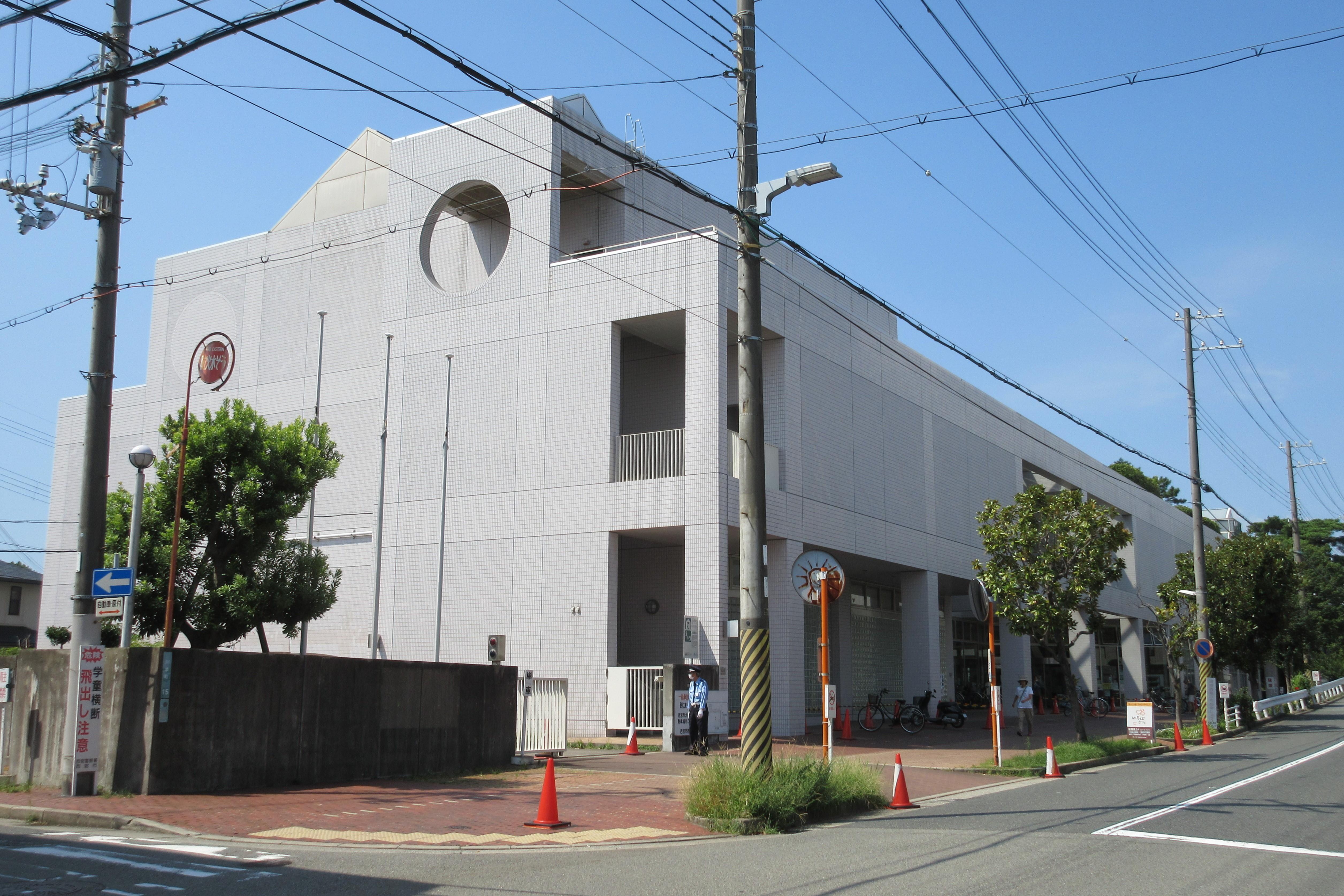
⻄宮市教育⽂化センター
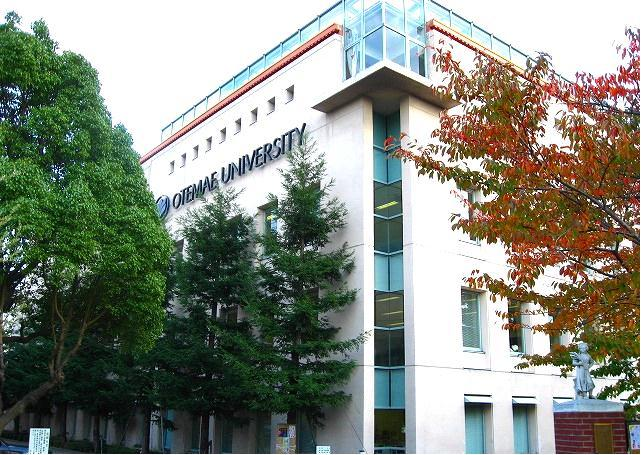
大手前大学本館
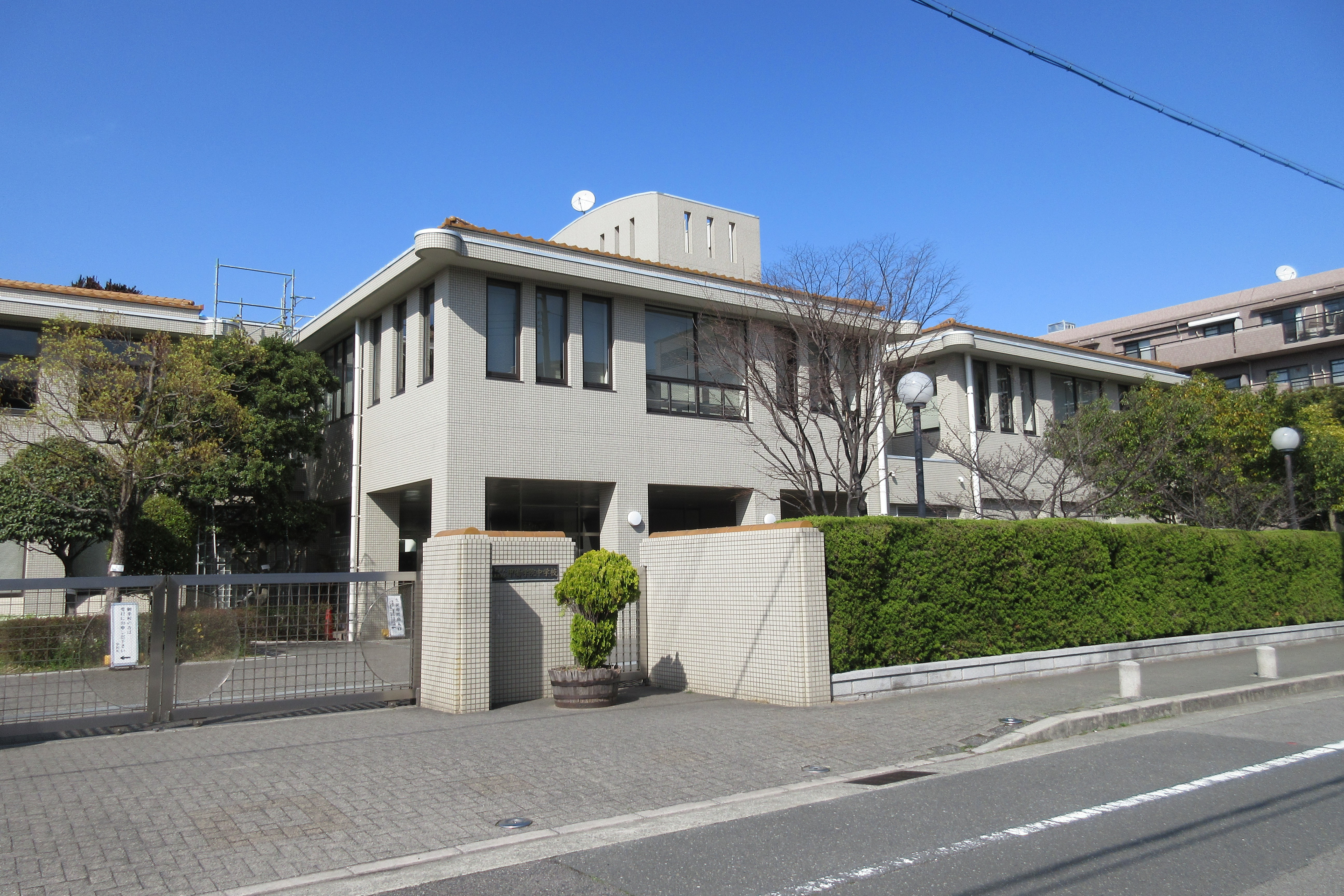
甲陽学院中学校
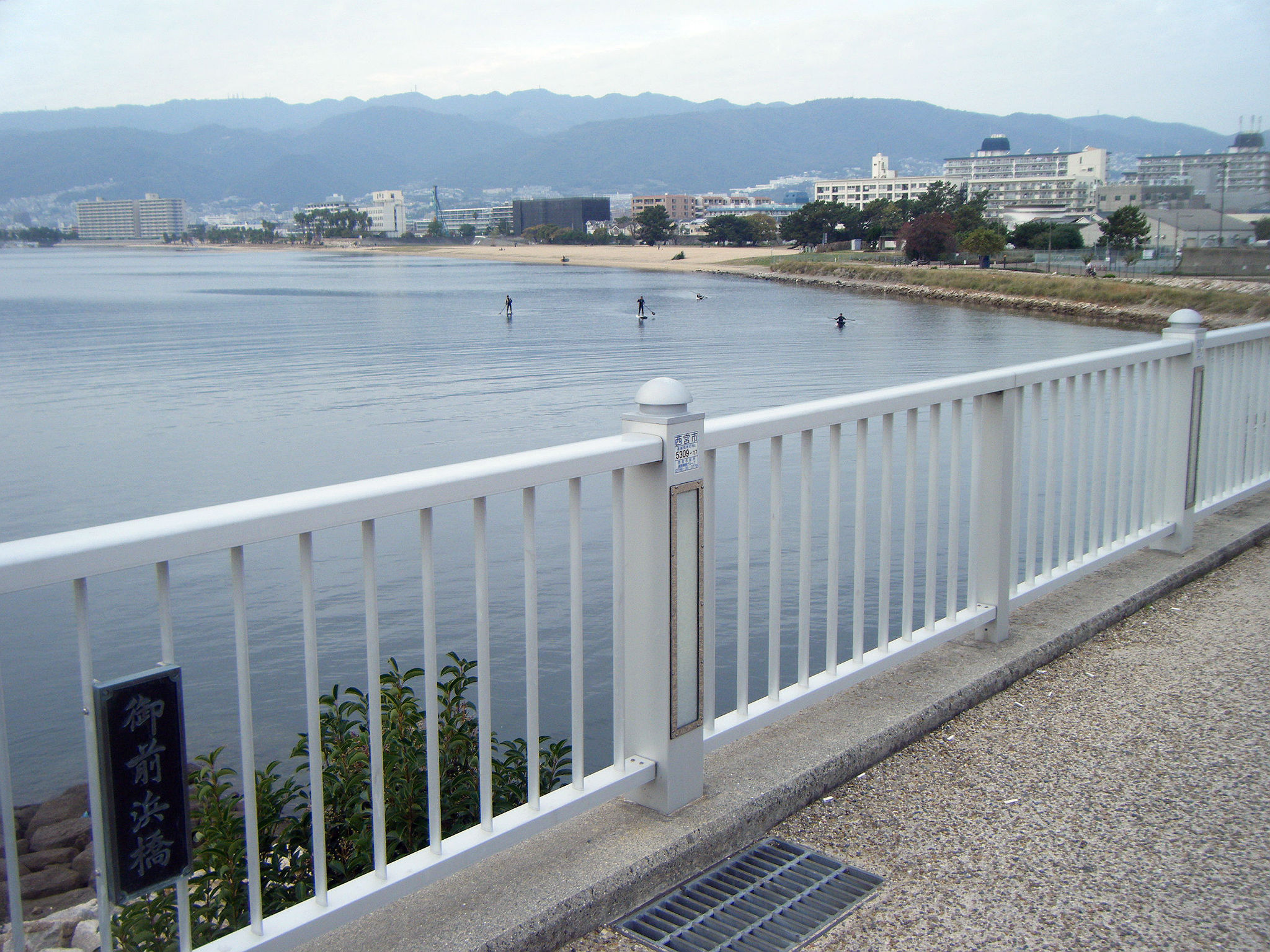
御前浜橋から望む御前浜公園 （香櫨園浜・御前ノ浜）

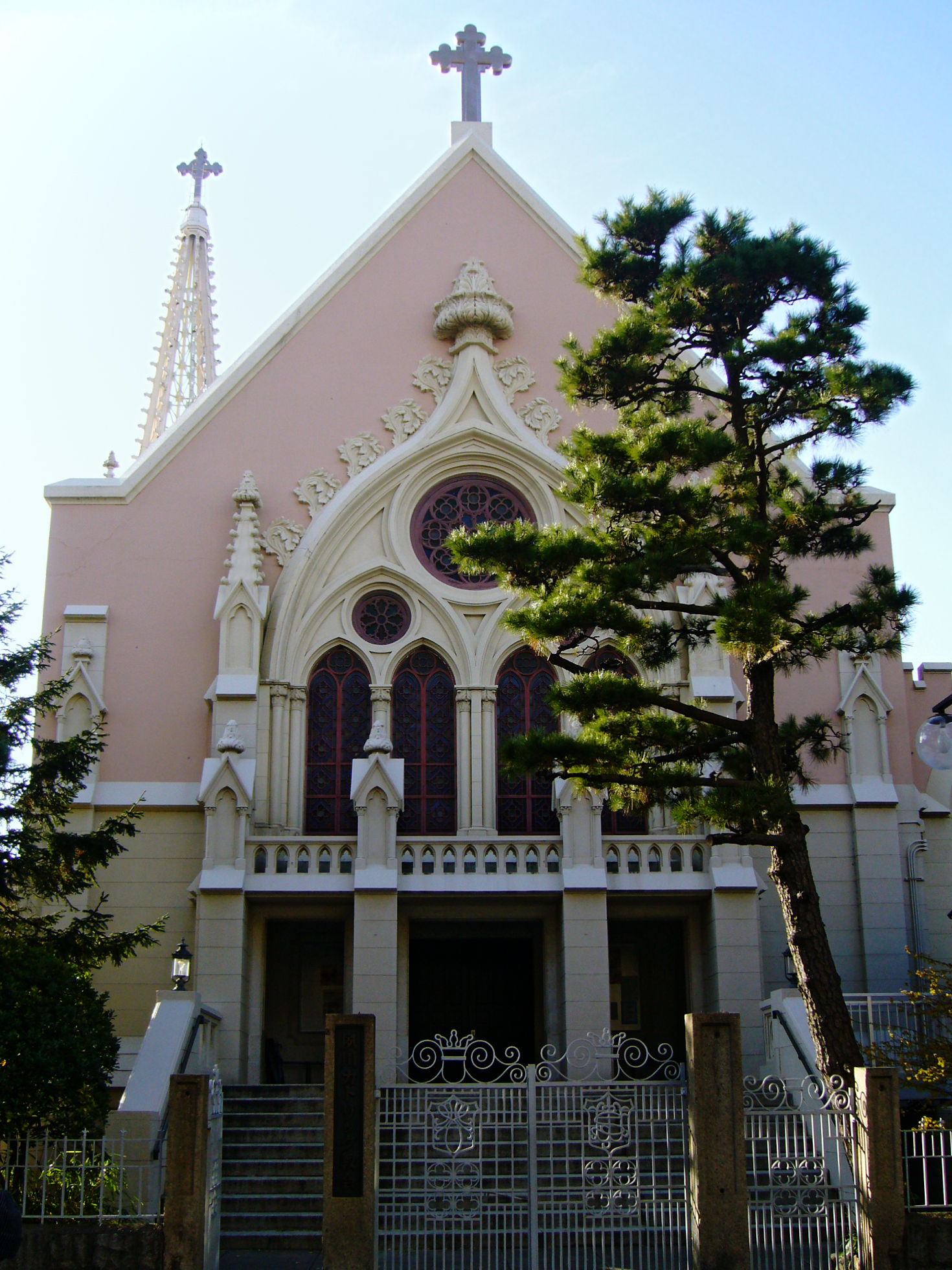
カトリック夙川教会
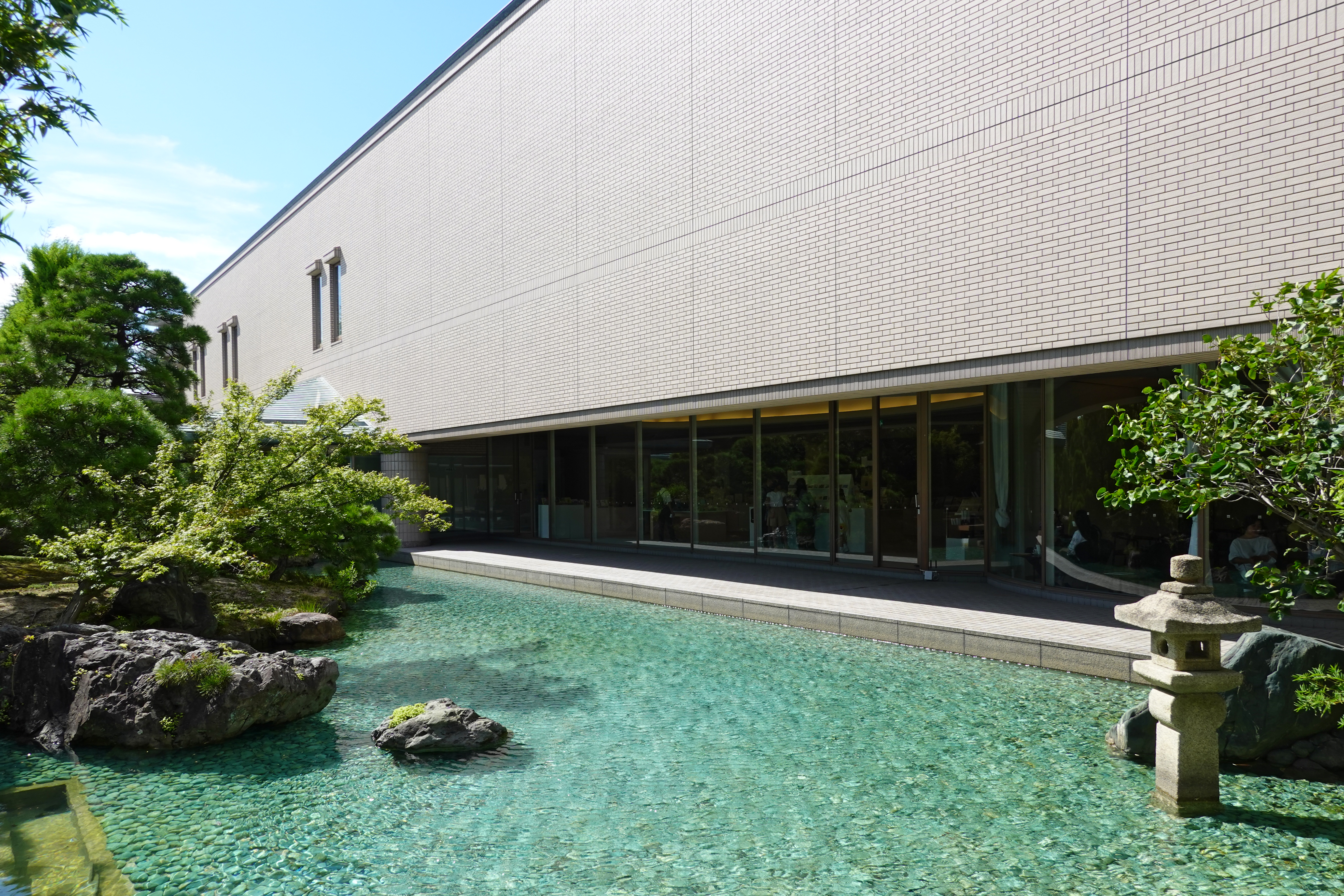
西宮市大谷記念美術館 回遊式日本庭園
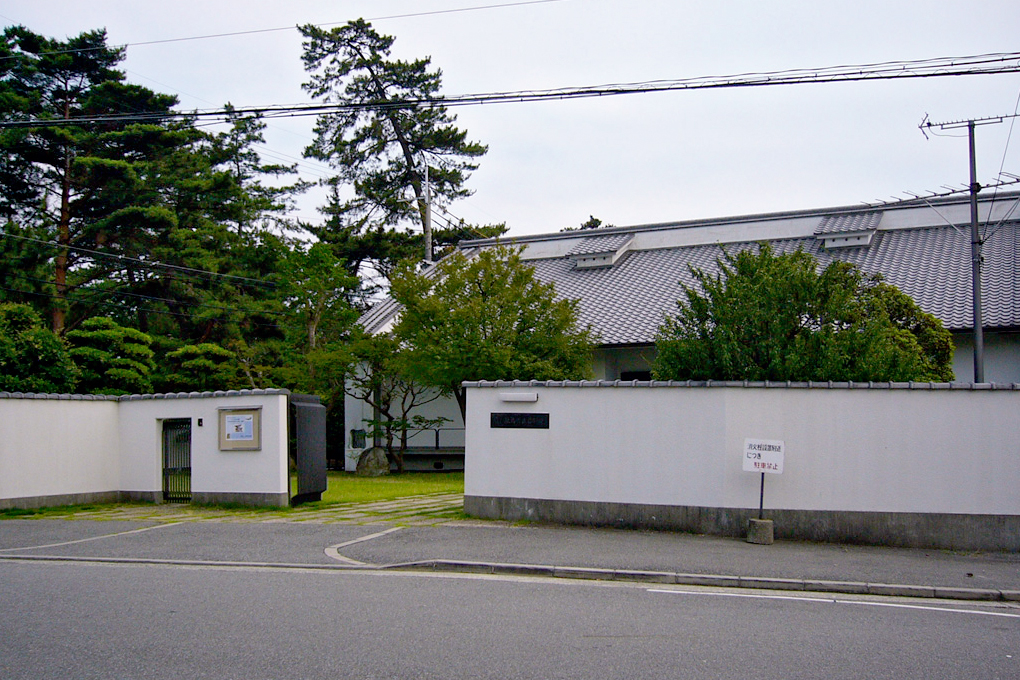
辰馬考古資料館

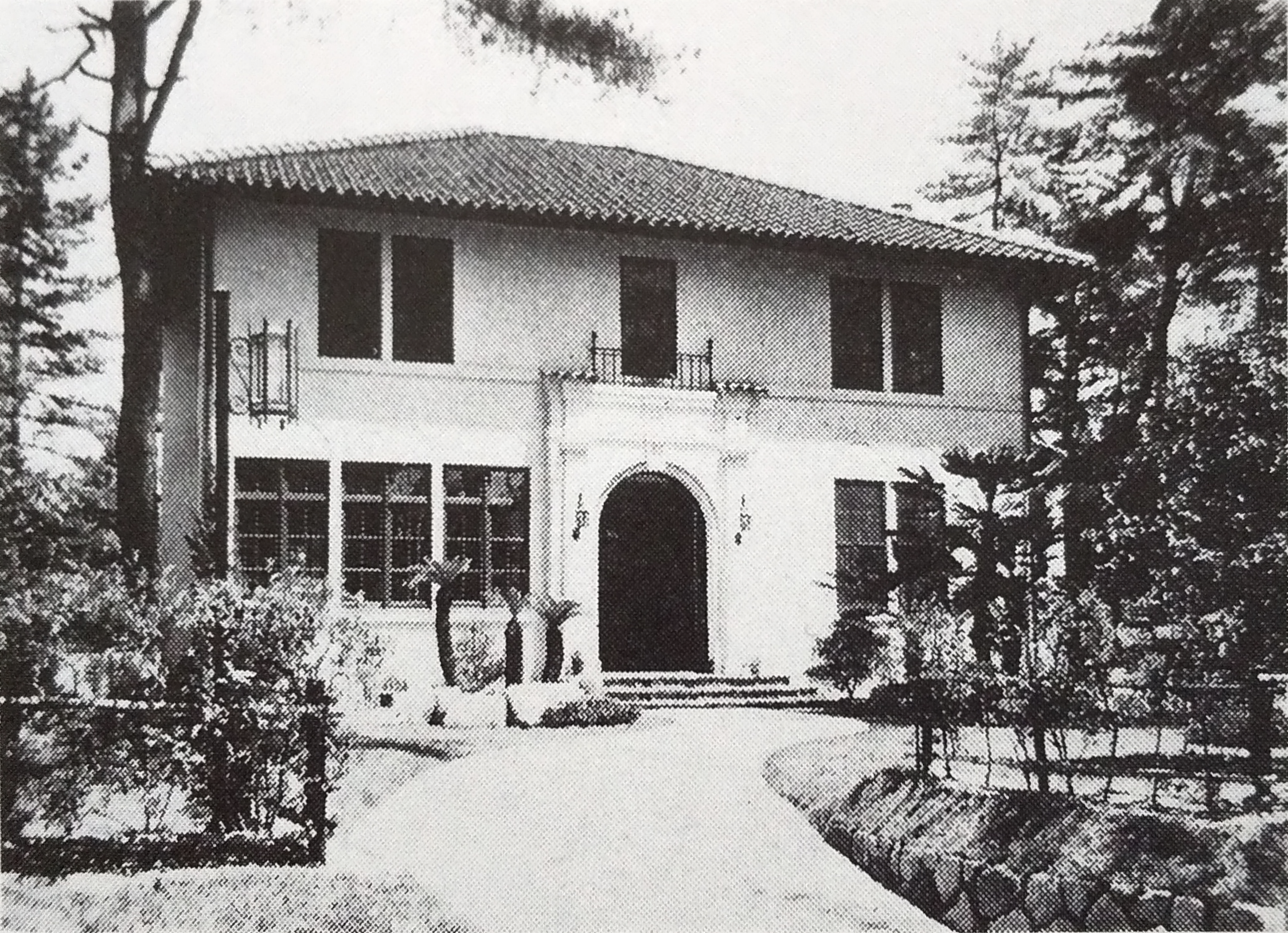
ナショナル・シティ銀行 大阪支店長住宅
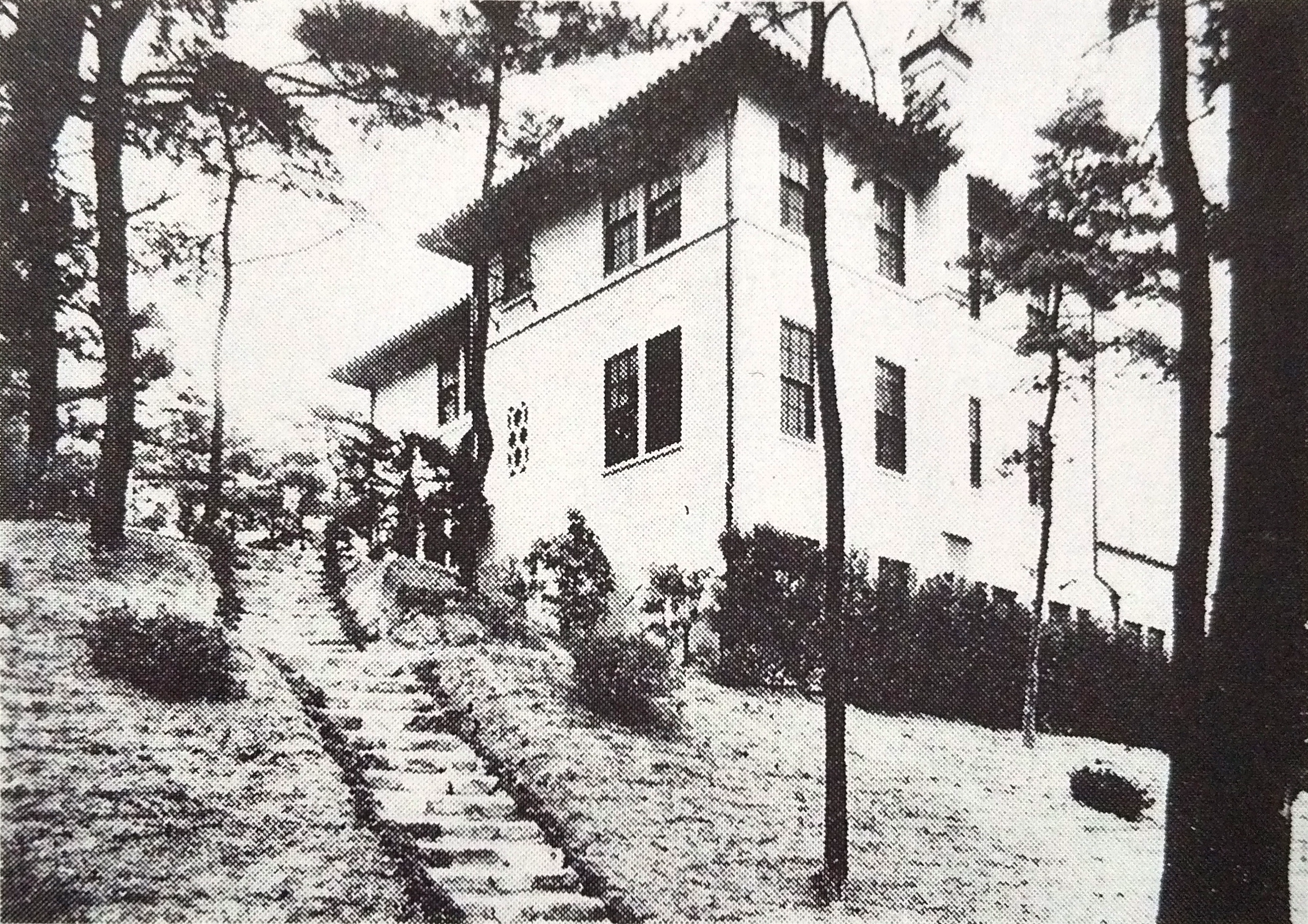
同副支店長住宅
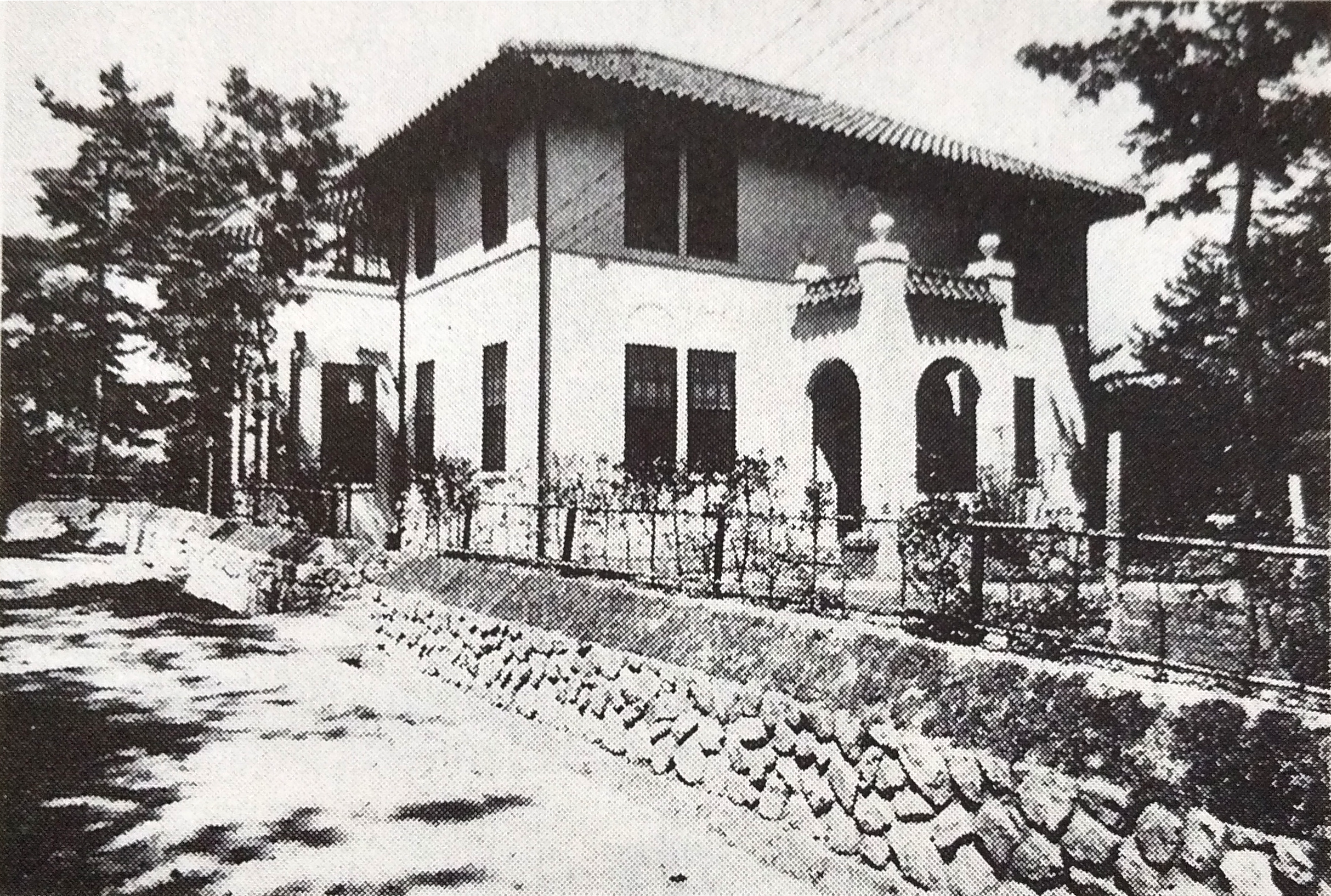
同経理課住宅
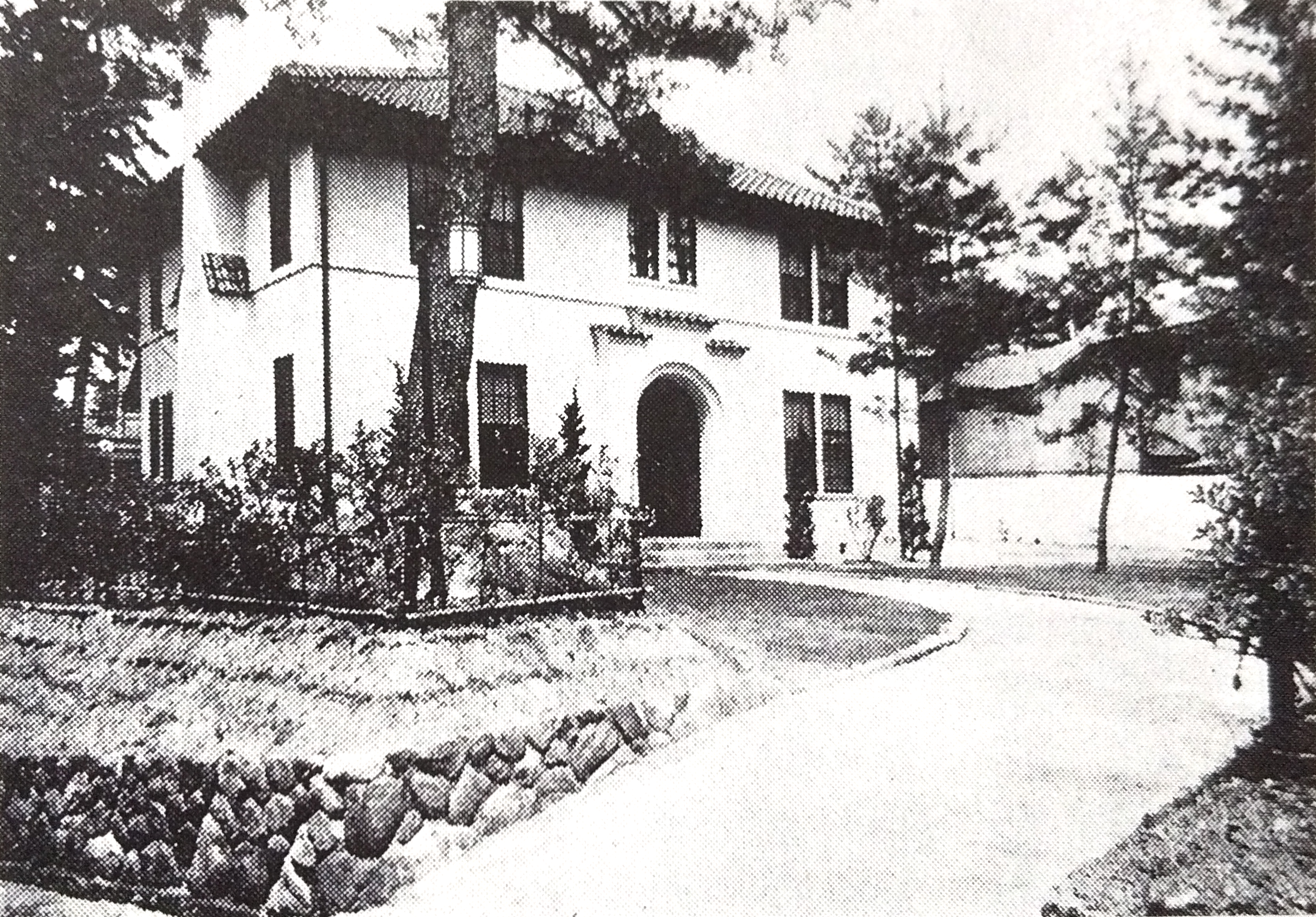
同単身者住宅

- 大阪支店長住宅居間
- 大阪経理課住宅居間
- 安井武雄邸
- 阿部市太郎邸
- グリンネル邸

- 香櫨園浜海水浴場の絵葉書[注釈 10]
（「（香櫨園浜海水浴場）東望楼ヨリ見タル全景」）
- ホテル・パインクレスト
- 辰馬海上火災保険株式会社
（中葭原町）

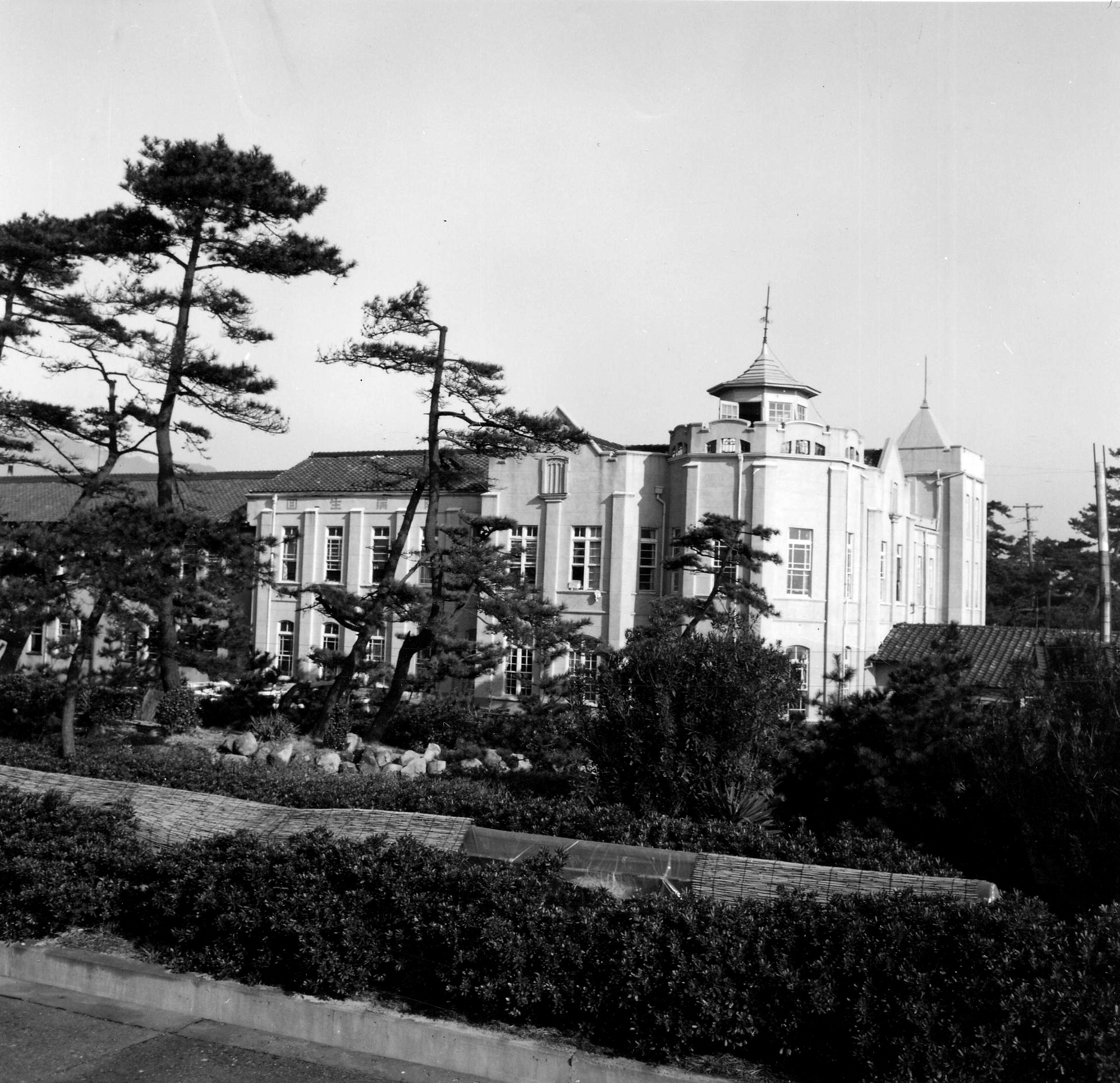
西宮回生病院 （1961年）
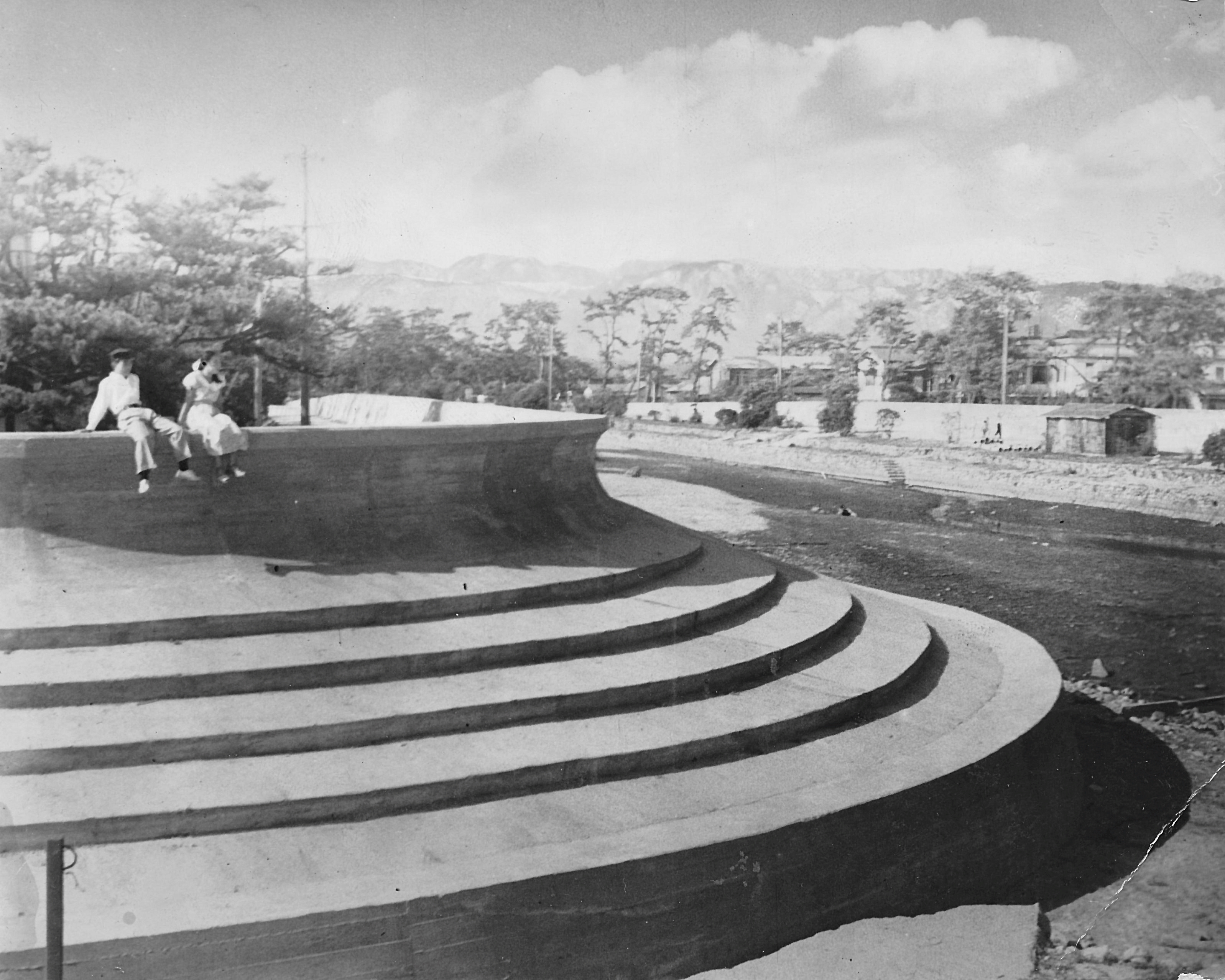
御前浜の防潮堤 （1952-54年）

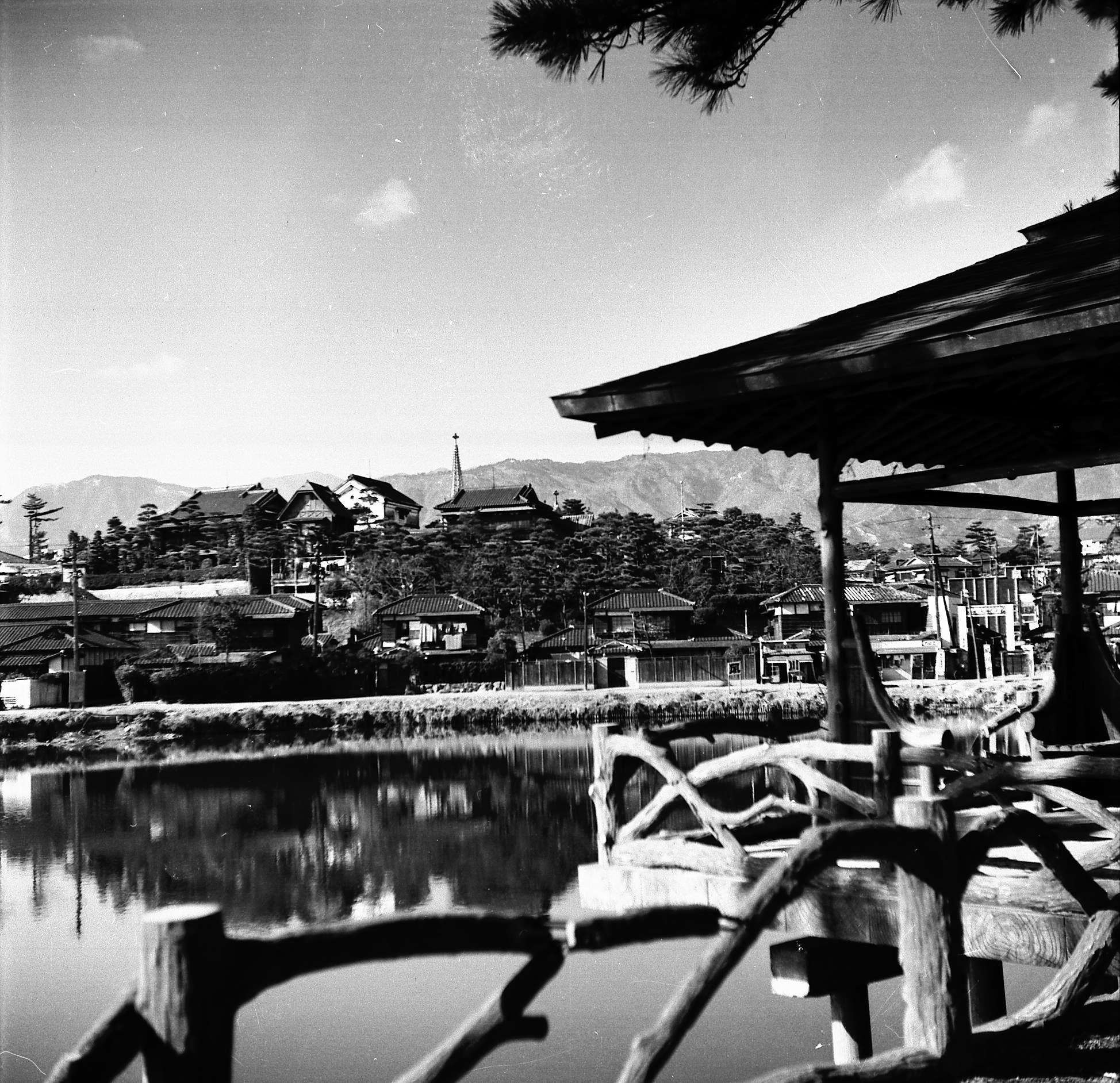
片鉾池 奥に見える塔はカトリック夙川教会 （1954年）
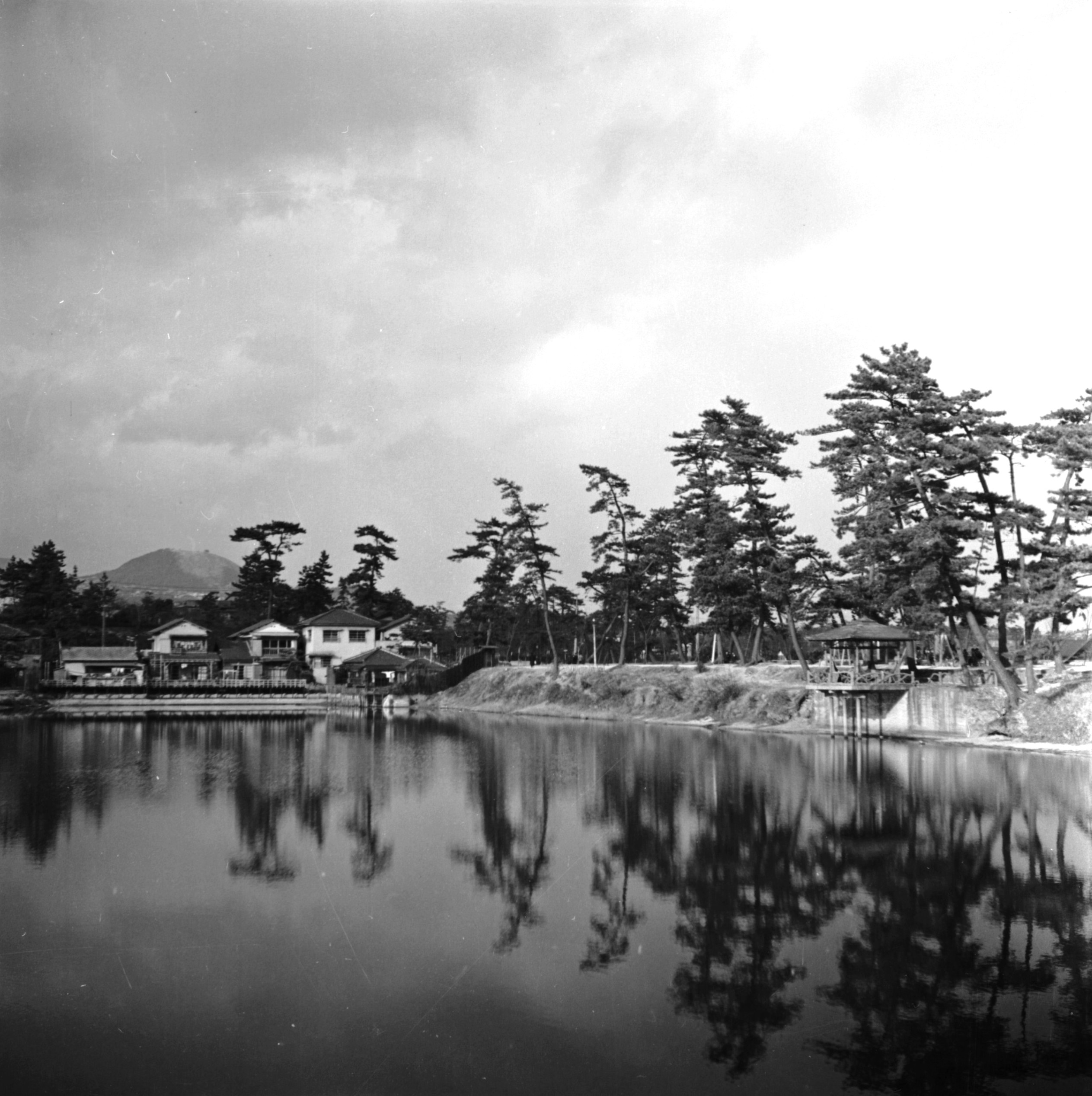
片鉾池 甲山と松並木を望む （1954年）
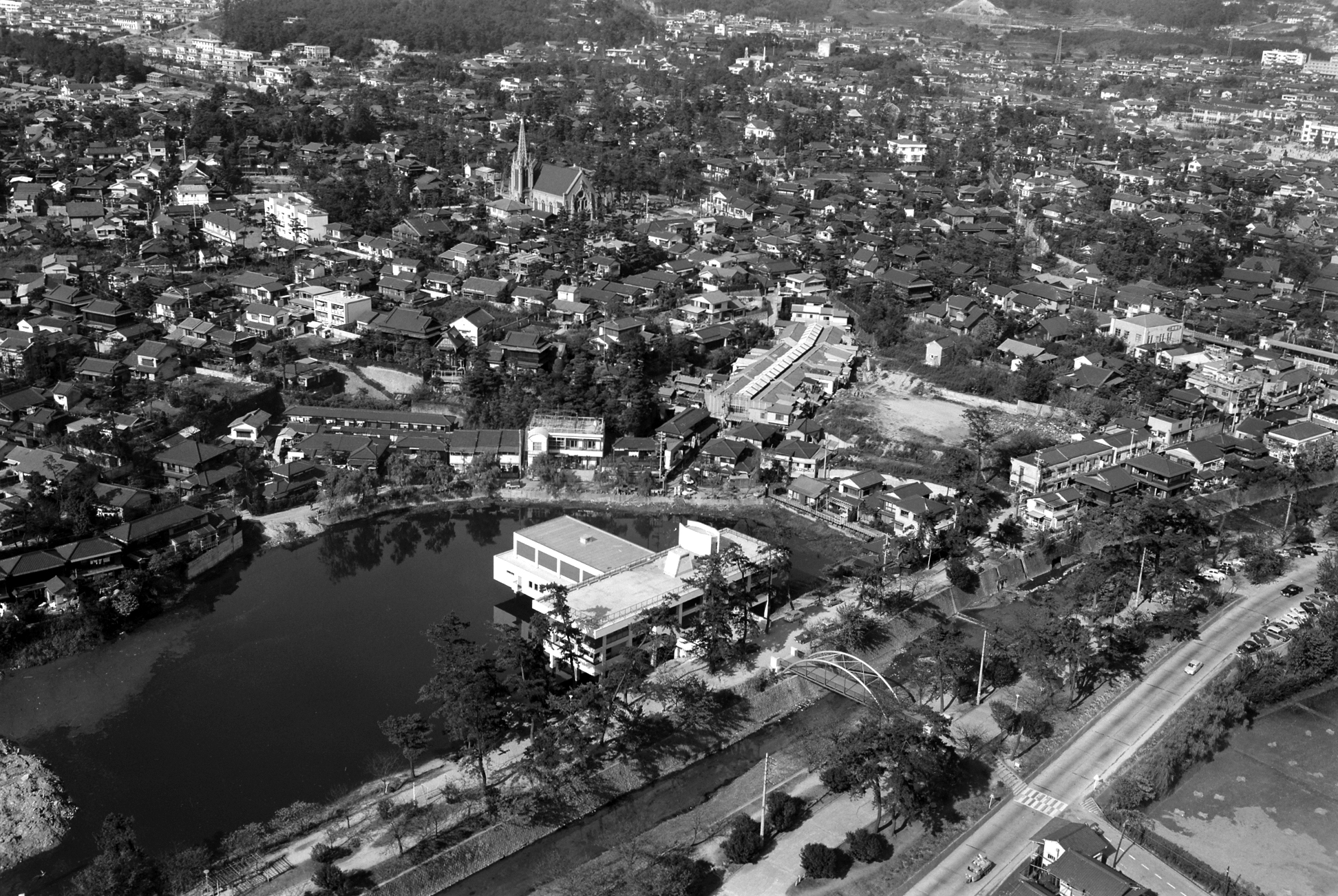
片鉾池周辺の上空写真 （1964年）